# Apollo 7
L'Apollo 7 fu una missione spaziale effettuata nell'ottobre del 1968 dagli Stati Uniti d'America. Nel contesto del programma Apollo della NASA, fu la prima con equipaggio dopo l'incendio che uccise i tre astronauti dell'Apollo 1, avvenuto nel gennaio 1967, e la prima a portare un equipaggio in orbita. Il suo comando fu assegnato a Walter Schirra, il ruolo di pilota del modulo di comando a Donn Eisele, mentre il pilota del modulo lunare (LM) fu Walter Cunningham (sebbene non si trasportasse un modulo lunare).
In principio, i tre astronauti erano stati selezionati per svolgere la seconda missione del programma, poi cancellata; quindi, quale equipaggio di riserva per l'Apollo 1. Dopo il drammatico incidente, tuttavia, mentre venivano analizzate le cause dell'incendio e venivano apportate delle modifiche alla navicella spaziale Apollo e alle procedure di sicurezza per prevenire ulteriori incidenti, i successivi test di volo delle missioni Apollo 4, 5 e 6 avvennero senza equipaggio; Schirra, Eisele e Cunningham, selezionati per la missione dell'Apollo 7, monitorarono la costruzione dei moduli di comando e servizio (CSM) e continuarono l'addestramento per gran parte dei 21 mesi successivi al disastro dell'Apollo 1.
La missione Apollo 7 fu lanciata l'11 ottobre 1968 dalla Cape Canaveral Air Force Station, in Florida, e si concluse undici giorni dopo, con l'ammaraggio nell'Oceano Atlantico. Durante la missione venne svolto un fitto programma di approfonditi test di funzionamento del modulo di comando e servizio in orbita terrestre bassa; inoltre, venne effettuata la prima trasmissione televisiva in diretta da un veicolo spaziale statunitense. Nonostante alcuni episodi di tensione intercorsi tra l'equipaggio e i controllori di terra (che comportarono l'esclusione degli astronauti dalle successive missioni), la NASA ritenne l'esperienza un successo e acquisì la fiducia necessaria per inviare due mesi dopo l'Apollo 8 in orbita lunare.
L'Apollo 7 svolse il programma che avrebbe dovuto essere compiuto dall'Apollo 1, permettendo alla NASA di fare un significativo passo avanti verso il traguardo di far atterrare gli astronauti sulla Luna, cosa che sarebbe avvenuta nel luglio 1969 con la missione Apollo 11.

## Contesto
Durante il secondo mandato del Presidente Eisenhower, gli Stati Uniti si trovarono a rincorrere i successi dell'Unione Sovietica nella cosiddetta corsa allo spazio, aperta dal lancio nel 1957 dello Sputnik 1, il primo satellite artificiale in orbita attorno alla Terra. Nel gennaio del 1961, John Kennedy ereditò dall'amministrazione precedente il Programma Mercury, che aspirava a portare il primo uomo nello spazio, e una bozza del Programma Apollo, che avrebbe dovuto essere un proseguimento del precedente nello spazio circumterrestre. Tuttavia, il 25 maggio 1961, in un discorso pronunciato durante una sessione speciale del Congresso degli Stati Uniti, Kennedy riconvertì l'obiettivo del Programma Apollo verso un allunaggio «entro la fine del decennio», in risposta al nuovo primato stabilito dall'Unione Sovietica, che il 12 aprile aveva lanciato con successo Jurij Gagarin nello spazio.
Il 21 marzo 1966 venne annunciato al pubblico che gli astronauti Virgil Grissom, Edward White e Roger Chaffee erano stati scelti come equipaggio della prima missione del programma Apollo. Durante un test effettuato sulla rampa di lancio, pochi giorni prima di quando era previsto il lancio, scoppiò un incendio a bordo della navetta dove si trovavano i tre astronauti che non ebbero scampo. In ricordo di questo sacrificio la missione che non ebbe mai luogo verrà denominata "Apollo 1".

## Informazioni generali

### Equipaggio principale
| Ruolo                                                    | Astronauta        | Astronauta        |
| -------------------------------------------------------- | ----------------- | ----------------- |
| Comandante                                               | Walter Schirra    | Walter Schirra    |
| Pilota del CSM                                           | Donn Eisele       | Donn Eisele       |
| Pilota del LM                                            | Walter Cunningham | Walter Cunningham |
| Walter Schirra volò anche sul Mercury-Atlas 8 e Gemini 6 |                   |                   |

Walter Schirra, uno degli astronauti di "Mercury Seven", si era laureato all'Accademia Navale degli Stati Uniti nel 1945. Volò per la prima volta nello spazio nella missione Mercury-Atlas 8 nel 1962, il quinto volo con equipaggio del Programma Mercury (il terzo volo statunitense con equipaggio a raggiungere l'orbita terrestre) e successivamente comandò la missione Gemini 6A. Ai tempi dell'Apollo aveva 45 anni ed era capitano della Marina. Donn Eisele si era laureato anch'egli all'Accademia Navale nel 1952 con una laurea in aeronautica. Scelse di arruolarsi nello United States Air Force e, durante la missione Apollo 7, aveva 38 anni e rivestiva il grado di maggiore. Walter Cunningham si era arruolato nella Marina statunitense nel 1951, iniziando l'addestramento al volo l'anno successivo. Dal 1953 al 1956, aveva prestato servizio in uno squadrone di volo dei Marines. Nel 1968 aveva 36 anni ed era un civile, in servizio nella riserva del Corpo dei Marines con il grado di maggiore. Si era laureato in fisica all'UCLA. Sia Eisele che Cunningham furono selezionati come parte del terzo gruppo di astronauti nel 1963.
Eisele era stato originariamente inserito nell'equipaggio dell'Apollo 1 comandato da Gus Grissom, ma pochi giorni prima dell'annuncio ufficiale del 25 marzo 1966, subì un infortunio alla spalla che richiese un intervento chirurgico. La sua posizione venne allora assegnata a Roger Chaffee, mentre Eisele venne inserito nell'equipaggio di Schirra.

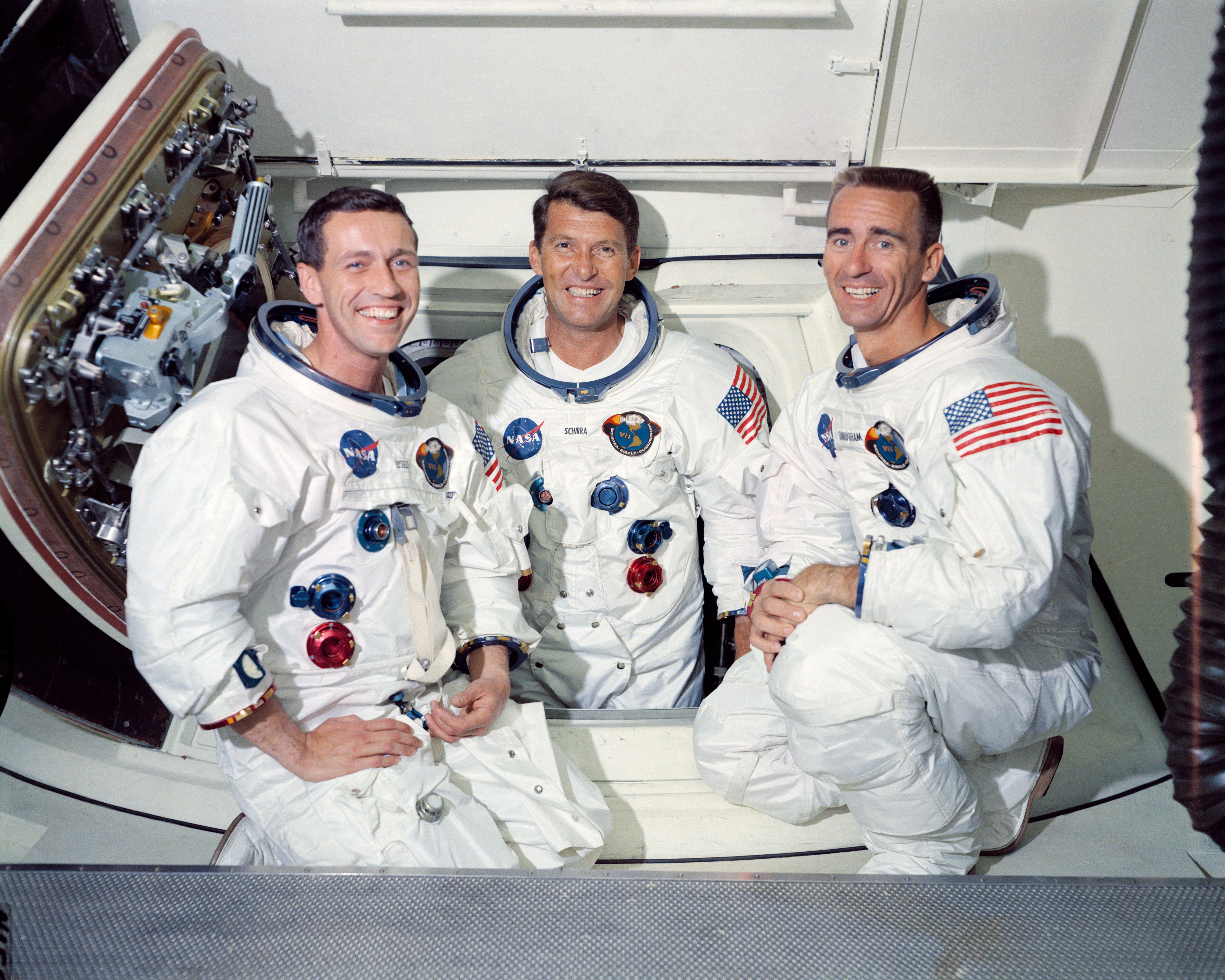
Da sinistra: Eisele, Schirra e Cunningham

Schirra, Eisele e Cunningham furono assegnati ufficialmente all'equipaggio di una missione Apollo il 29 settembre 1966. Inizialmente, avrebbero dovuto effettuare un secondo test in orbita terrestre bassa del modulo di comando Apollo. Sebbene felice di essere stato assegnato a un equipaggio principale, senza aver mai servito come riserva, Cunningham era preoccupato dal fatto che il secondo volo di prova in orbita terrestre, al momento chiamato Apollo 2, potesse risultare non necessario se l'Apollo 1 avesse avuto successo nei suoi obiettivi. Egli apprese in seguito che il direttore delle operazioni dell'equipaggio di volo Deke Slayton, anche lui parte dei Mercury Seven ma poi messo a terra per motivi medici, aveva pianificato, con il supporto di Schirra, di comandare la missione se avesse ottenuto l'autorizzazione medica. Slayton tuttavia non fu autorizzato al volo e Schirra rimase al comando dell'equipaggio. Nel novembre del 1966, l'Apollo 2 fu cancellato e l'equipaggio assegnato come riserva all'Apollo 1.
Il 27 gennaio 1967, l'equipaggio di Grissom stava conducendo un test sulla rampa di lancio per la missione prevista per il successivo 21 febbraio, quando scoppiò un incendio nella cabina che uccise tutti e tre gli uomini. Alla tragedia seguì una revisione completa della sicurezza dell'intero programma Apollo. Subito dopo l'incendio, Slayton chiese a Schirra, Eisele e Cunningham di effettuare la prima missione dopo la sospensione. Fu programmato che l'Apollo 7 avrebbe utilizzato la navicella spaziale Block II progettata per le missioni lunari, al contrario del Block I che era stato utilizzato per l'Apollo 1 e che era utilizzabile solo per le prime missioni in orbita terrestre poiché priva della capacità di attracco con un modulo lunare. Il modulo di comando e le tute spaziali degli astronauti erano stati ampiamente riprogettati al fine di ridurre ogni possibilità che si ripetesse l'incidente dell'Apollo 1. L'equipaggio di Schirra avrebbe testato i sistemi di supporto vitale, quelli di propulsione, di guida e di controllo. Era considerata una missione «aperta», in quanto il suo programma sarebbe stato esteso man mano che i test fossero stati superati. La durata era stata limitata a 11 giorni, ridotta rispetto al limite originale dei 14 giorni preventivati per l'Apollo 1.

### Equipaggio di riserva
| Ruolo          | Astronauta    | Astronauta    |
| -------------- | ------------- | ------------- |
| Comandante     | Tom Stafford  | Tom Stafford  |
| Pilota del CSM | John Young    | John Young    |
| Pilota del LM  | Eugene Cernan | Eugene Cernan |

L'equipaggio di riserva era composto da Tom Stafford (comandante) John Young (pilota del modulo di comando) ed Eugene Cernan (pilota del modulo lunare). Tutti e tre gli astronauti avevano precedentemente prestato servizio per una o due volte su diverse missioni del programma Gemini.

### Equipaggio di supporto
Una novità del programma Apollo fu la nomina di un equipaggio di supporto (Support Crew), incaricato di svolgere diversi lavori impegnativi sotto il punto di vista temporale, sollevando l'equipaggio principale e quello di riserva da queste attività e consentendo agli astronauti previsti per la missione una preparazione più specifica. Faceva infatti parte dell'attività dell'equipaggio di supporto l'aggiornare costantemente i piani di volo e le varie liste di controllo. Inoltre furono incaricati di sviluppare diversi programmi d'esercitazione per i simulatori di volo. Prima di ogni test del conto alla rovescia l'equipaggio di supporto era responsabile che ogni leva e interruttore della capsula dell'Apollo si trovasse nella posizione corretta. Solo dopo tale operazione l'equipaggio principale saliva a bordo della capsula. In generale vennero scelti quali membri dell'equipaggio di supporto esclusivamente astronauti privi di precedenti esperienze nello spazio, al fine di consentire a questi di acquisire esperienza per venir poi chiamati a far parte di un successivo equipaggio di riserva. La NASA infatti seguiva la prassi che gli equipaggi di riserva venivano selezionati quali equipaggio della terza missione successiva. Per Apollo 7, quando il volo venne presentato ufficialmente, vennero scelti quali membri dell'equipaggio di supporto gli astronauti John L. Swigert, Ronald E. Evans e William Pogue. Tutti e tre facevano parte del quinto gruppo di astronauti scelti dalla NASA poco prima, cioè il 4 aprile 1966. A Evans venne affidato il compito di effettuare i test al Kennedy Space Center (KSC), Swigert rivestì il ruolo di capsule communicator (CAPCOM) durante il lancio e lavorò agli aspetti operativi della missione, mentre Pogue impiegò gran parte del tempo nella modifica delle procedure.
Swigert venne in seguito nominato per l'equipaggio di riserva di Apollo 13, dove avanzò al ruolo di pilota del modulo di comando dell'equipaggio principale dovendo sostituire l'astronauta Ken Mattingly poco prima del lancio di questa missione. Evans fece parte dell'equipaggio di riserva dell'Apollo 14 e fu pilota del modulo di comando dell'Apollo 17, mentre Pogue venne nominato per la missione Skylab 4 senza aver fatto parte precedentemente di alcun equipaggio di riserva.

### Controllo missione
I direttori di volo furono Glynn Lunney, Gene Kranz e Gerry Griffin, mentre il ruolo di capsule communicator (CAPCOM), ovvero il radiofonista che tiene il contatto fra centro di controllo missione e astronauti, fu coperto a rotazione dagli astronauti Evans, Pogue, Stafford, Swigert, Young e Cernan.

### Emblema

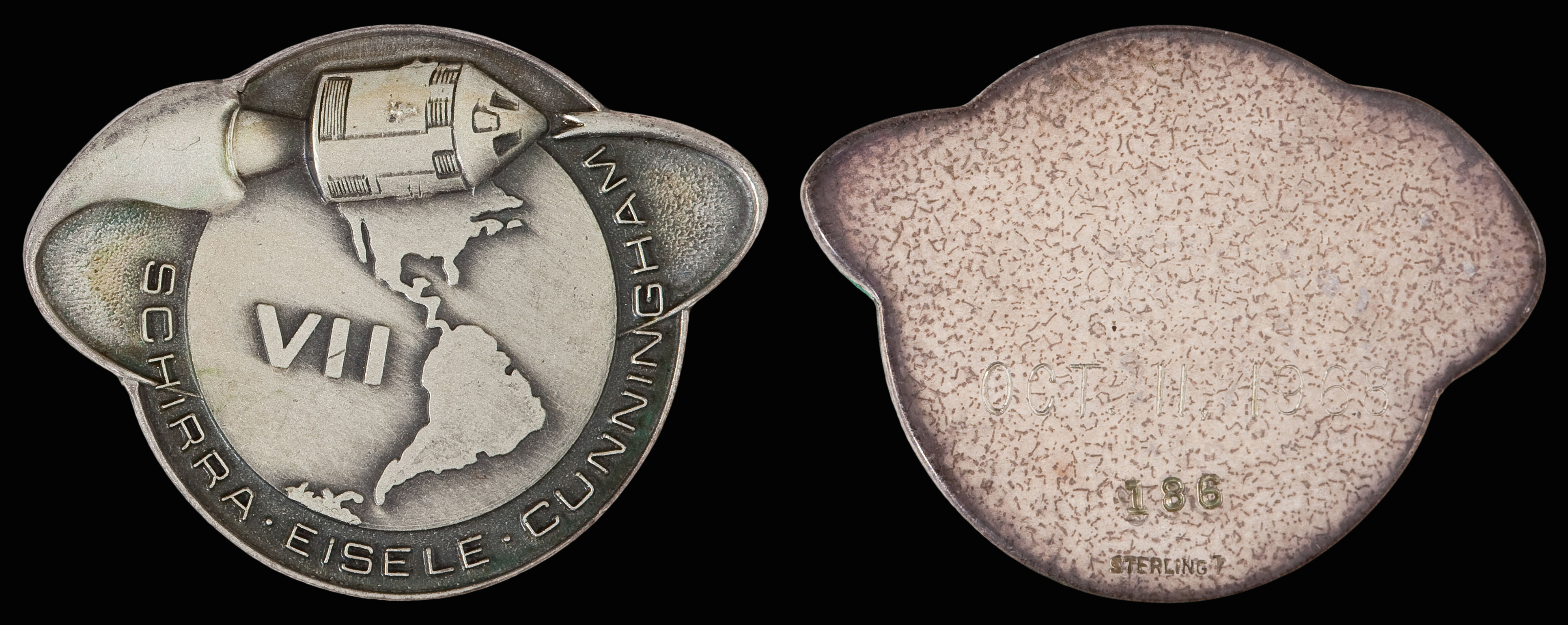
Medaglia con l'emblema dell'Apollo 7

L'emblema della missione mostrava un modulo di comando e servizio con il suo motore SPS acceso, la cui scia circondava il globo terrestre e si estendeva oltre i bordi della toppa, a ricordare che la missione si sarebbe svolta in orbita terrestre. Il numero identificativo della missione era riportato secondo la numerazione romana, VII, ed era tracciato sull'Oceano Pacifico meridionale; i cognomi dei membri dell'equipaggio erano riportati, in basso, subito oltre il bordo del disco terrestre. L'emblema fu disegnato da Allen Stevens di Rockwell International.

## Preparazione

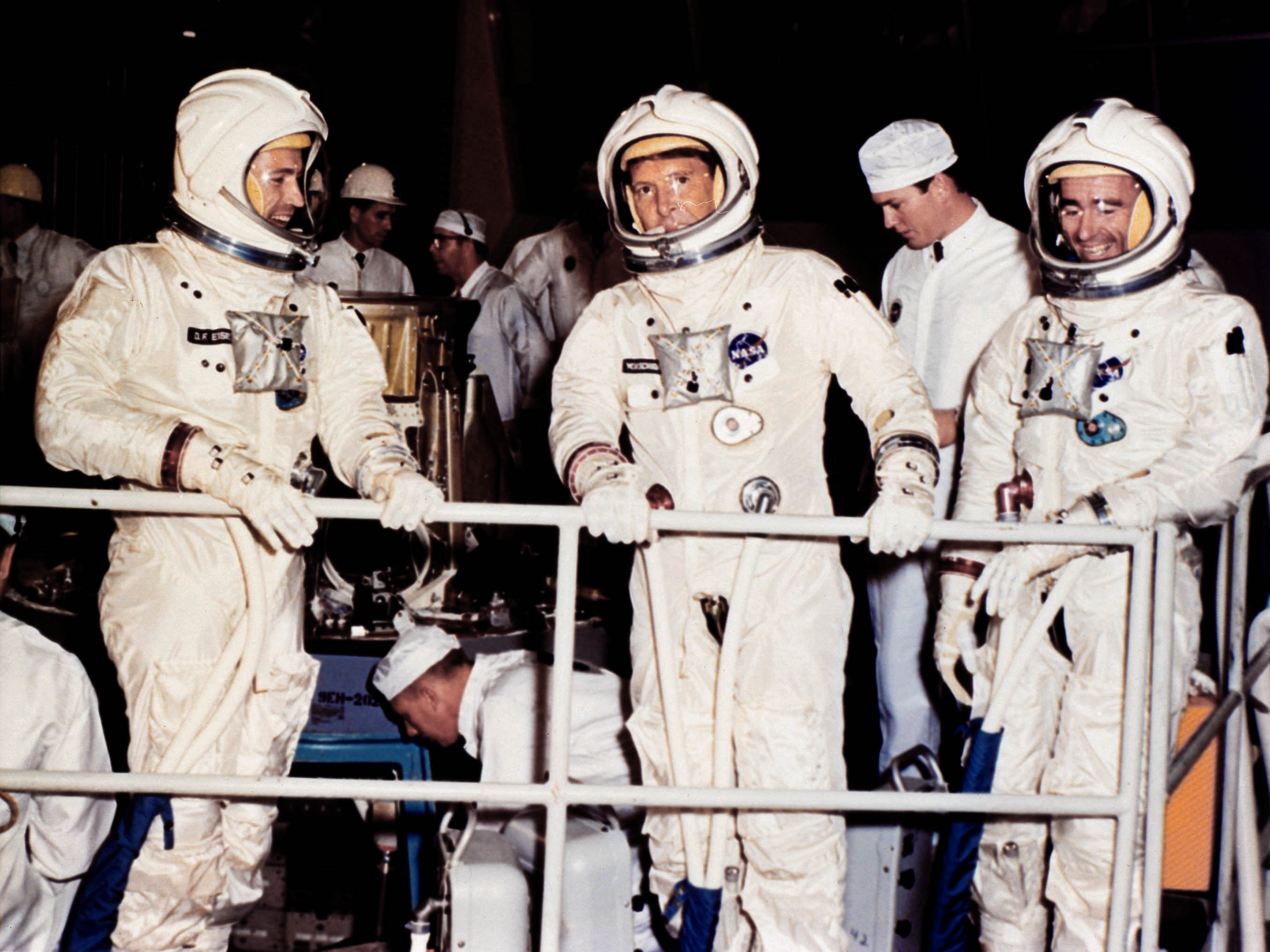
Gli astronauti si apprestano a iniziare una sessione di addestramento in un simulatore di volo

Secondo Cunningham, inizialmente Schirra aveva mostrato un interesse limitato nel prestare servizio in una terza missione spaziale, avendo invece iniziato a concentrarsi sulla sua carriera del dopo NASA. La tragedia dell'Apollo 1 cambiò questa sua disposizione: avrebbe comandato la prima missione con equipaggio dopo quel drammatico incendio; «Wally Schirra veniva raffigurato come l'uomo scelto per salvare il programma spaziale. E questo era un compito degno del suo interesse». Eisele osservò che «sulla scia del fuoco, sapevamo che il destino e il futuro dell'intero programma spaziale con equipaggio, per non parlare delle nostre stesse vite, avrebbe viaggiato sul successo o sul fallimento dell'Apollo 7».
Date le circostanze in cui era scaturito il dramma dell'Apollo 1, l'equipaggio inizialmente riservava poca fiducia nel personale dello stabilimento della North American Aviation di Downey, in California, responsabile della progettazione e costruzione del modulo di comando, e così si dichiarò determinato a seguire ogni fase della costruzione e test del proprio velivolo. Ciò avrebbe interferito con l'addestramento, ma, poiché i simulatori del modulo di comando non erano ancora pronti, sapevano che sarebbe passato molto tempo prima del lancio. Decisero quindi di trascorrere lunghi periodi di tempo a Downey, mentre i simulatori venivano realizzati presso il Lyndon B. Johnson Space Center di Houston e al Kennedy Space Center (KSC) in Florida. Quando questi furono infine ultimati, l'equipaggio ebbe difficoltà a trovare abbastanza tempo per seguire anche i lavori di costruzione della navicella. Poterono però contare sull'aiuto dei colleghi degli equipaggi di riserva e di supporto. Dopo che il modulo di comando fu completato e inviato al KSC, il fulcro dell'addestramento dell'equipaggio si spostò in Florida, mentre a Houston si tenevano le riunioni tecniche e di pianificazione. Spesso gli astronauti furono costretti a rimanere al KSC anche nei fine settimana per partecipare all'addestramento o ai test dei veicoli spaziali, senza poter tornare alle loro case a Houston. Secondo quanto scritto in un articolo del 2018 dell'ex astronauta Thomas Jones, Schirra, «con le prove indiscutibili dei rischi che il suo equipaggio avrebbe corso, aveva un'enorme influenza sulla direzione della NASA e della North American, e la utilizzò pienamente, riuscendo ad imporsi sia durante le riunioni, sia in catena di montaggio».

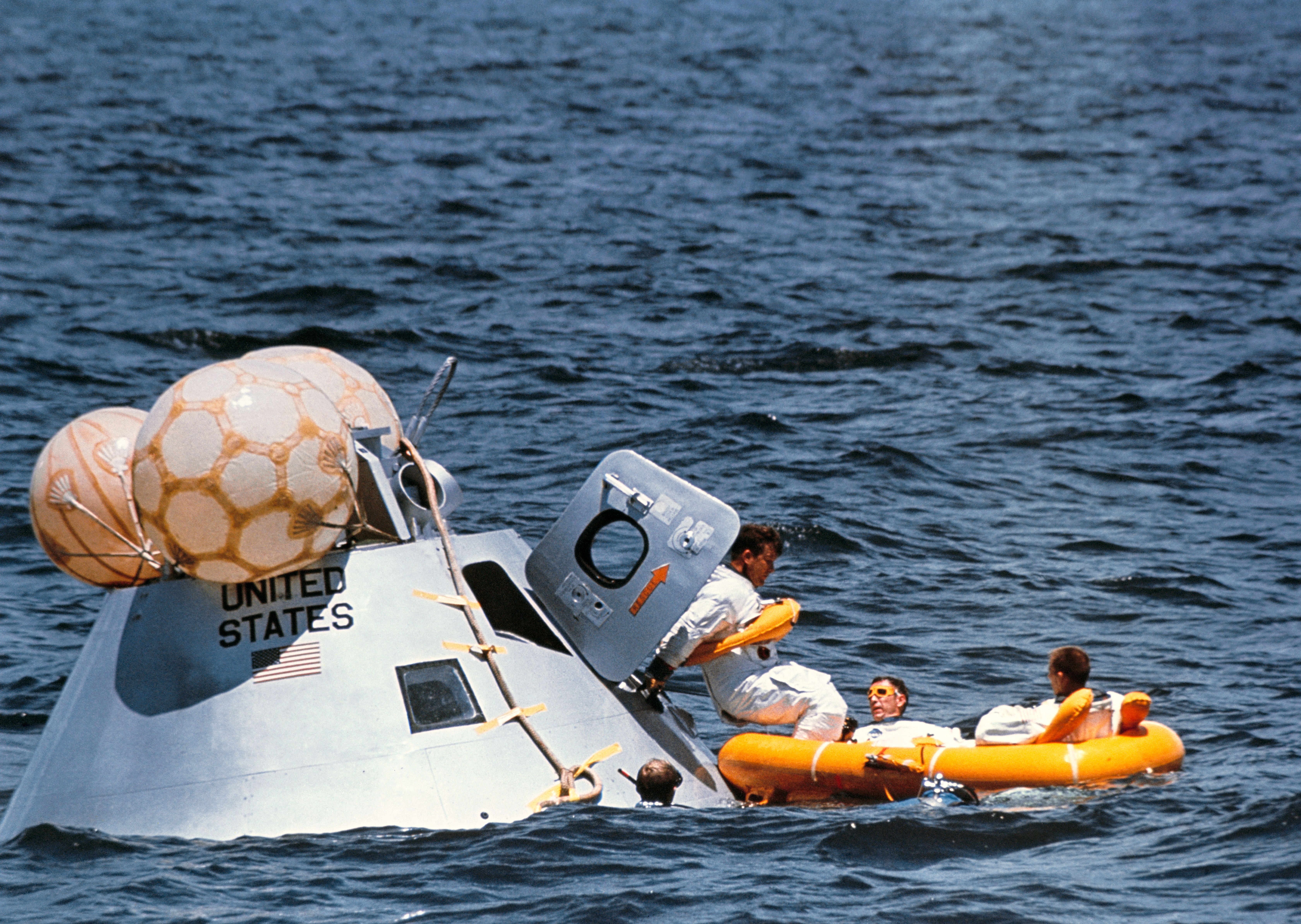
L'equipaggio di Apollo 7 si addestra all'ammaraggio

L'equipaggio dell'Apollo 7 trascorse cinque ore in addestramento per ogni ora di volo della durata prevista (di undici giorni) della missione. Inoltre, partecipò a briefing tecnici e riunioni, oltre a dedicare del tempo allo studio per conto proprio. Effettuarono specifici addestramenti per l'abbandono della rampa di lancio, per l'uscita dalla navetta dopo l'ammaraggio e impararono a utilizzare le attrezzature antincendio. Una lunga sessione fu dedicata alla formazione sull'Apollo Guidance Computer svolta presso il MIT. Ogni membro dell'equipaggio trascorse 160 ore al simulatore del modulo di comando, alcune delle quali effettuate con la partecipazione in tempo reale del Centro di Controllo Missione a Houston. Il test "plug-out" - quello durante il quale avevano perso la vita i membri dell'Apollo 1 - venne condotto a bordo del modulo di comando, ma con il portello aperto. Questo perché uno dei motivi della morte dell'equipaggio dell'Apollo 1 fu che non riuscirono ad aprire il portello dall'interno prima che il fuoco li avvolgesse.
Duplicati boilerplate del modulo di comando furono sottoposti a varie prove in vista della missione. Un duplicato del CM, con un equipaggio costituito da Joseph Kerwin, Vance Brand e Joe Engle, fu collocato in una camera a vuoto presso il Manned Spaceflight Center di Houston per otto giorni, per testare i sistemi del veicolo. Altri tre astronauti, James Lovell, Stuart Roosa e Charles Duke, trascorsero 48 ore in mare a bordo di un modulo di comando calato nel Golfo del Messico da una nave militare nell'aprile del 1968, per testare come i sistemi avrebbero risposto all'acqua di mare. Ulteriori test furono condotti il mese successivo a Houston. Fiamme furono volontariamente appiccate a bordo di un boilerplate, per valutare l'andamento degli incendi in presenza di atmosfere di diverse composizioni e pressioni. I risultati portarono alla decisione di utilizzare all'interno del modulo al momento del lancio un'atmosfera composta al 60% da ossigeno e al 40% da azoto, che sarebbe stata rimpiazzata nelle quattro ore seguenti da un'atmosfera di ossigeno puro, ma con pressione ridotta, per fornire un'adeguata protezione antincendio. Altri boilerplate furono lanciati per testare il sistema di rientro, verificando il funzionamento dei paracadute e stimare l'entità dei danni che avrebbe subito il veicolo se fosse caduto a terra invece che in mare. Tutti i risultati ottenuti furono soddisfacenti.

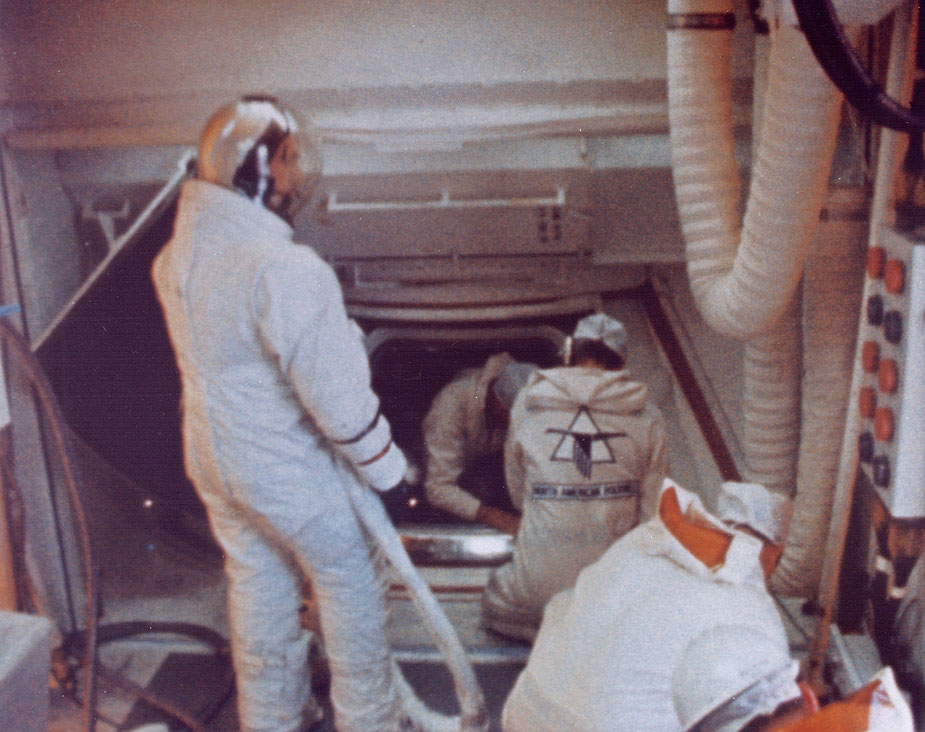
L'equipaggio fa il suo ingresso nel modulo di comando sulla rampa di lancio

Durante il periodo che precedette la missione, i sovietici inviarono le sonde senza equipaggio Zond 4 e Zond 5 intorno alla Luna, facendo sembrare che stessero per effettuare una missione circumlunare con equipaggio. Lo sviluppo del modulo lunare (LM) statunitense stava subendo ritardi e il direttore del veicolo spaziale del programma Apollo George Low propose che, nel caso che Apollo 7 avesse avuto successo, la successiva missione Apollo 8 avrebbe potuto raggiungere l'orbita lunare seppur senza un LM. Il fatto che la proposta di Low fu accolta, alzò la posta in gioco per l'Apollo 7. Secondo Stafford, Schirra «sentiva chiaramente tutto il peso del programma e di conseguenza divenne più apertamente critico e più sarcastico».
Durante i programmi Mercury e Gemini, Guenter Wendt, ingegnere aeronautico della McDonnell, aveva avuto il compito di dirigere i tecnici della rampa di lancio, con la responsabilità ultima di assicurarsi dell'idoneità al volo del veicolo al momento del lancio. In tale ruolo si era guadagnato il rispetto e l'ammirazione degli astronauti, compreso quello di Schirra. Durante il programma Apollo, la ditta North American aveva sostituito la McDonnell quale appaltatore per la realizzazione della navicella e, di conseguenza, Wendt - che non ricopriva più quel ruolo - non era presente durante la tragedia dell'Apollo 1. Schirra fu irremovibile nel chiedere che Wendt tornasse alla direzione dei tecnici della rampa di lancio, riuscendo infine ad ottenere che la North American assumesse Wendt a tale scopo. Pretese inoltre che fosse di turno al momento del lancio di Apollo 7.

## Mezzi

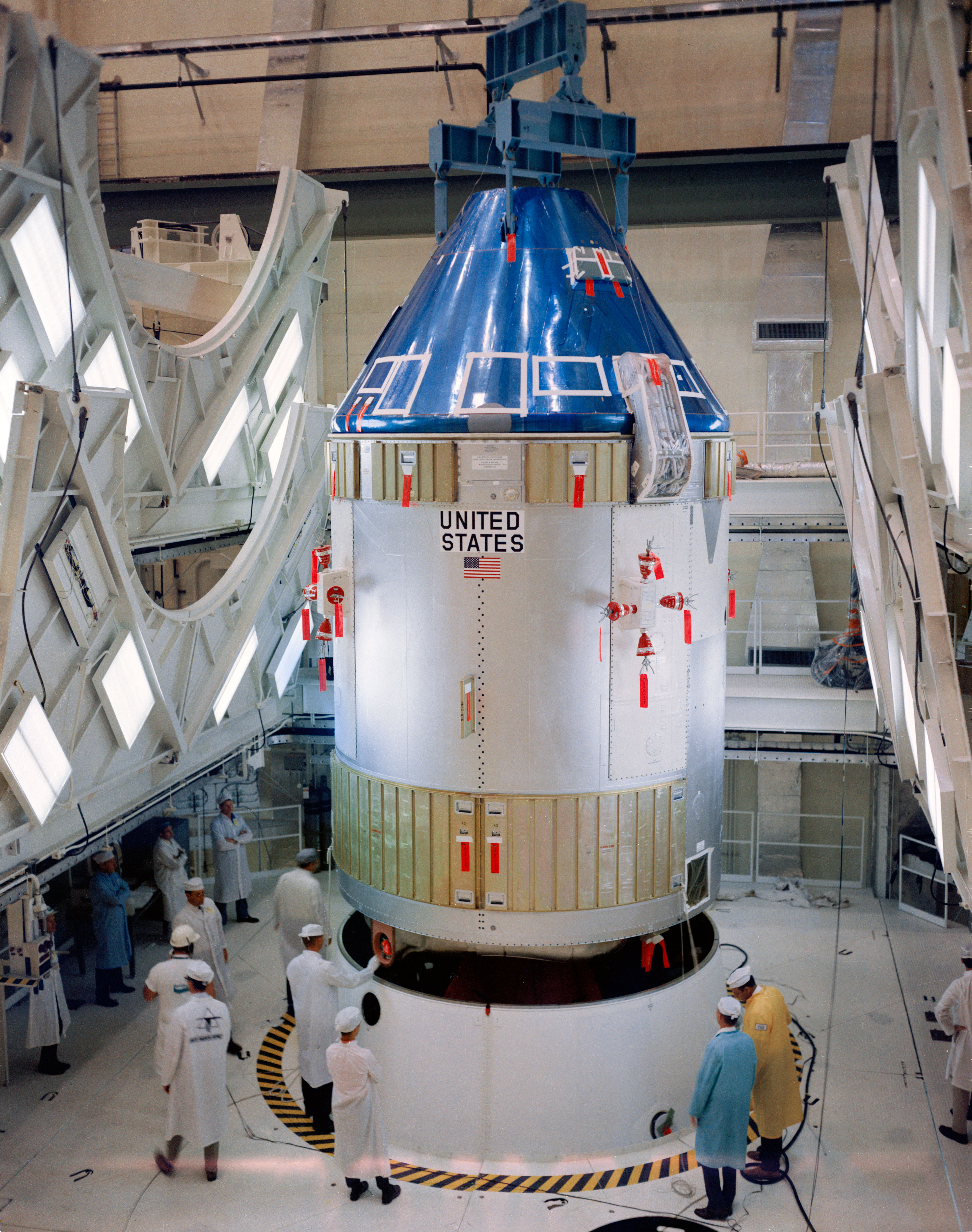
Il CSM-101 prima del lancio

### Navicella spaziale
L'Apollo 7 impiegò il modulo di comando e servizio 101 (CSM-101), il primo del tipo block II ad essere pilotato. Il veicolo era dotato delle interfacce (l'adattatore per modulo lunare, SLA) necessarie per l'attracco del modulo lunare, sebbene non ne fosse imbarcato nessuno sull'Apollo 7. Queste ad ogni modo trovarono impiego nelle simulazioni d'aggancio che coinvolsero il secondo stadio, S-IVB, del razzo vettore. Il veicolo era stato dotato inoltre del sistema di fuga (launch escape system).
In seguito all'incendio dell'Apollo 1, il modulo di comando e servizio era stato ampiamente riprogettato: erano state consigliate più di 1 800 modifiche, di cui 1 300 implementate per l'Apollo 7. Tra queste spiccava il nuovo portello con apertura verso l'esterno in alluminio e fibra di vetro, che l'equipaggio avrebbe potuto aprire in sette secondi dall'interno e il personale della rampa di lancio in dieci secondi dall'esterno. Altre modifiche includevano la sostituzione dei tubi di alluminio del sistema dell'ossigeno ad alta pressione con tubi in acciaio inossidabile e la sostituzione di materiali infiammabili con materiali non infiammabili (compresi gli interruttori in plastica cambiati con corrispettivi in metallo). Per la protezione dell'equipaggio dagli eventuali fumi tossici che si sarebbero sviluppati in caso di incendio, inoltre, il modulo era stato dotato di una riserva di ossigeno di emergenza, così come di altre attrezzature antincendio.
Durante la missione Gemini 3, Grissom attribuì il soprannome Molly Brown alla navetta; dopo quest'episodio, la NASA proibì agli astronauti di conferire dei nomignoli ai veicoli spaziali. Nonostante l'esistenza di questo divieto, Schirra chiese di chiamare la navetta "Phoenix", ma la NASA gli negò il permesso. Il primo modulo di comando che avrebbe ricevuto un appellativo diverso dalla designazione della missione sarebbe stato quello dell'Apollo 9, la prima missione a trasportare un modulo lunare che si sarebbe separato dal modulo di comando, originando quindi la necessità di assegnare due nomi distinti ai due veicoli.

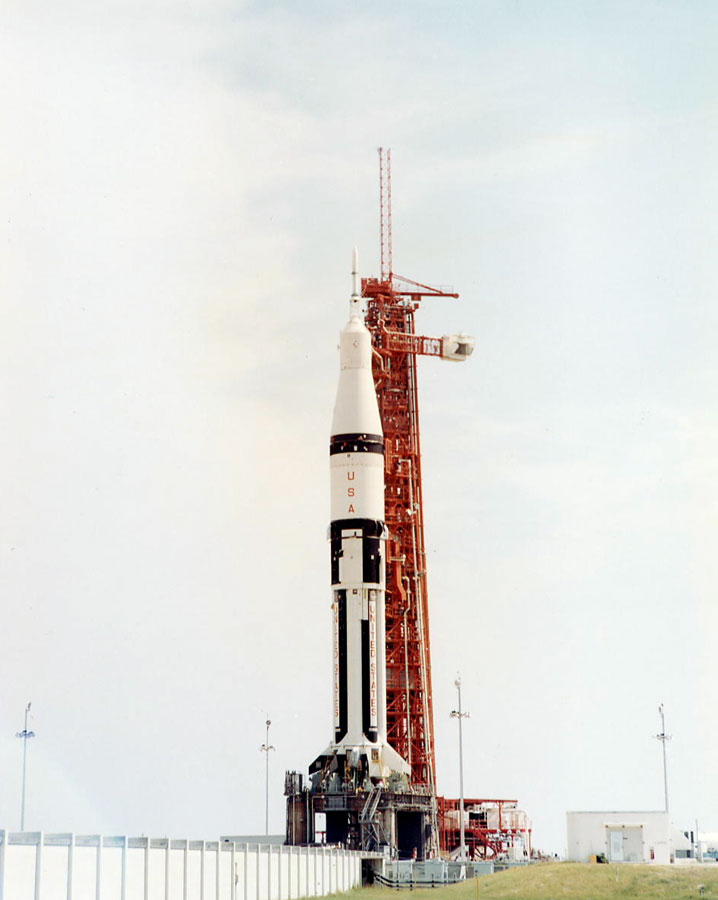
Il Saturn IB dell'Apollo 7, SA-205, sulla rampa di lancio

### Razzo vettore
Poiché era previsto che l'Apollo 7 avrebbe raggiunto solo l'orbita terrestre bassa senza trasportare alcun modulo lunare, quale razzo vettore era sufficiente un Saturn IB invece del più grande e potente Saturn V. Il vettore, designato SA-205, fu il quinto Saturn IB a essere lanciato, anche se fu il primo a trasportare un equipaggio nello spazio. Si differenziava dai suoi predecessori per il fatto che erano state installate linee propulsive più potenti nei motori J-2, in modo da prevenire il ripetersi dell'arresto anticipato che si era verificato durante il lancio dell'Apollo 6, senza equipaggio.
Il Saturn IB era un razzo a due stadi, con il secondo stadio, S-IVB, simile al terzo stadio del Saturn V, il razzo usato in tutte le successive missioni Apollo. Dopo la chiusura del Programma Apollo, il Saturn IB verrà impiegato per trasportare gli equipaggi dello Skylab e per il programma test Apollo-Sojuz.
L'Apollo 7 è stata l'unica missione Apollo con equipaggio a essere lanciata dal complesso di lancio 34 della Cape Canaveral Air Force Station. Tutti i successivi voli Apollo e Skylab (compreso l'Apollo-Soyuz) sarebbero stati lanciati dal complesso di lancio 39 presso il vicino Kennedy Space Center. Il complesso di lancio 34 fu quindi dichiarato ridondante e dismesso nel 1969, rendendo l'Apollo 7 l'ultima missione spaziale umana lanciata dalla Cape Canaveral Air Force Station.

## Missione

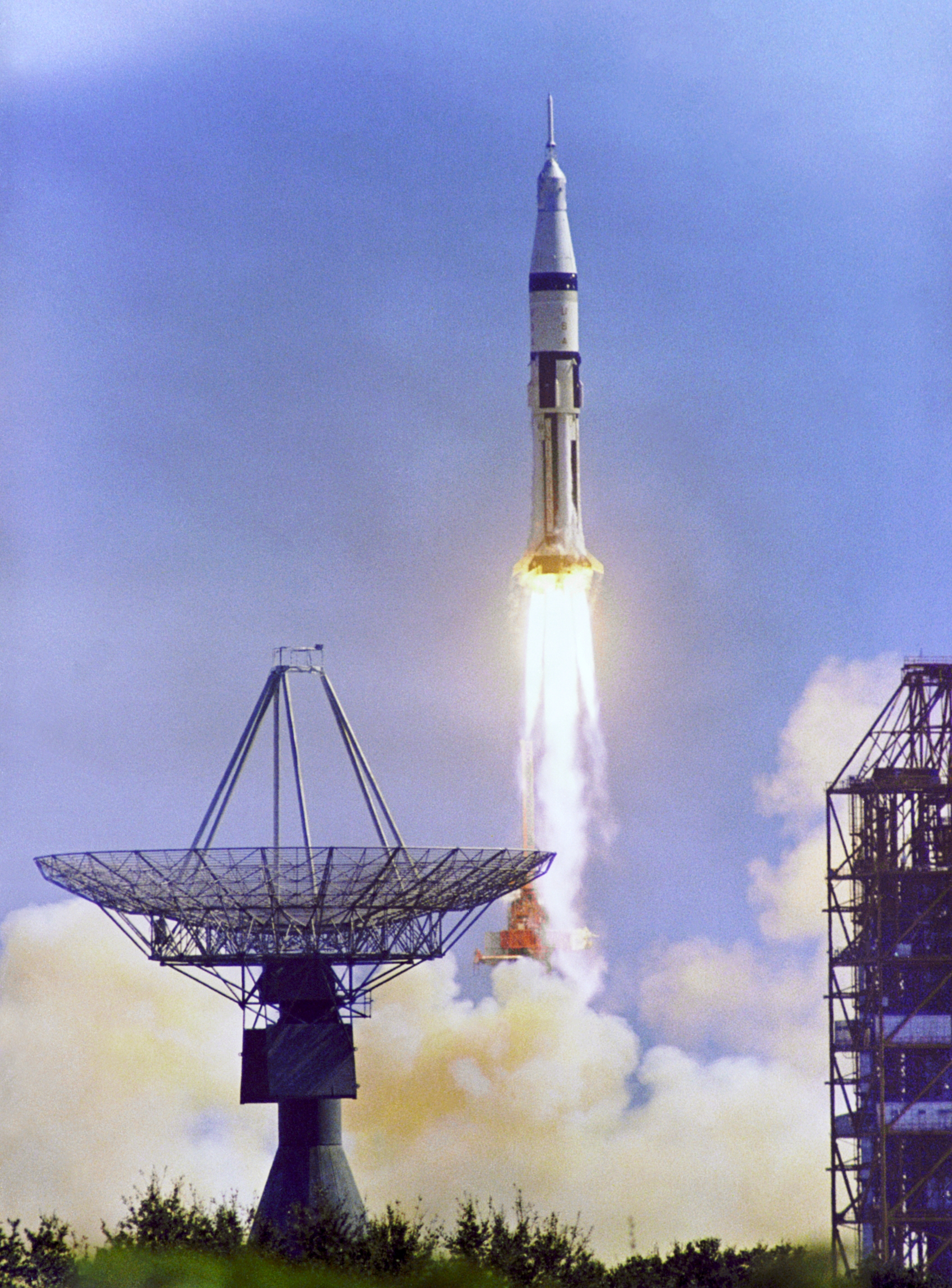
Il lancio

Gli scopi principali della missione erano dimostrare che il Block II fosse abitabile e affidabile per tutto il tempo necessario per una missione lunare e che il sistema di propulsione principale della navicella (SPS) e i sistemi di guida del modulo di comando fossero in grado di eseguire un rendezvous in orbita, un rientro atmosferico preciso, e un ammaraggio sicuro oltre che mettere alla prova tutte le strutture del Programma. Oltre a ciò, vi era un'ulteriore serie di obiettivi specifici, tra cui la valutazione della qualità degli apparati di comunicazione e dell'accuratezza dei sistemi di bordo come gli indicatori del serbatoio del propellente. Molte delle attività finalizzate a raccogliere tali dati vennero programmate per l'inizio della missione, in modo che se fosse stato necessario interromperla prematuramente, queste sarebbero già state completate, consentendo di apportare le necessarie correzioni prima del successivo volo Apollo.

### Lancio
L'Apollo 7 fu la prima missione spaziale statunitense con equipaggio dopo un'interruzione durata 22 mesi. Il lancio avvenne dal complesso di lancio 34 di Cape Canaveral l'11 ottobre 1968 alle ore 15.02:45 UTC in condizioni di vento relativamente forte e proveniente da est. Il lancio avvenne nonostante le condizioni meteorologiche violassero le regole di sicurezza; in caso di un malfunzionamento con conseguente necessità di interrompere l'ascesa, il modulo di comando avrebbe potuto non ammarare come previsto, venendo invece trascinato verso terra dal forte vento. L'Apollo 7 era equipaggiato con sedili dello stesso tipo di quelli impiegati nell'Apollo 1, che nelle missioni successive sarebbero stati sostituiti da un nuovo modello che avrebbe offerto maggiore protezione all'equipaggio. Schirra in seguito riferì che in quel momento riteneva che il lancio avrebbe dovuto essere annullato ma che i dirigenti fecero pressione affinché si continuasse.
Il decollo avvenne in modo impeccabile; il Saturn IB, al primo lancio con equipaggio, si comportò ottimamente senza che si riscontrassero anomalie significative durante il suo funzionamento. Gli astronauti descrissero la fase di ascesa come «molto fluida». Schirra, allora quarantacinquenne, stabilì il primato di anzianità in orbita. Inoltre, fu l'unico astronauta a volare con missioni del programma Mercury, Gemini e Apollo.

### Test e simulazioni

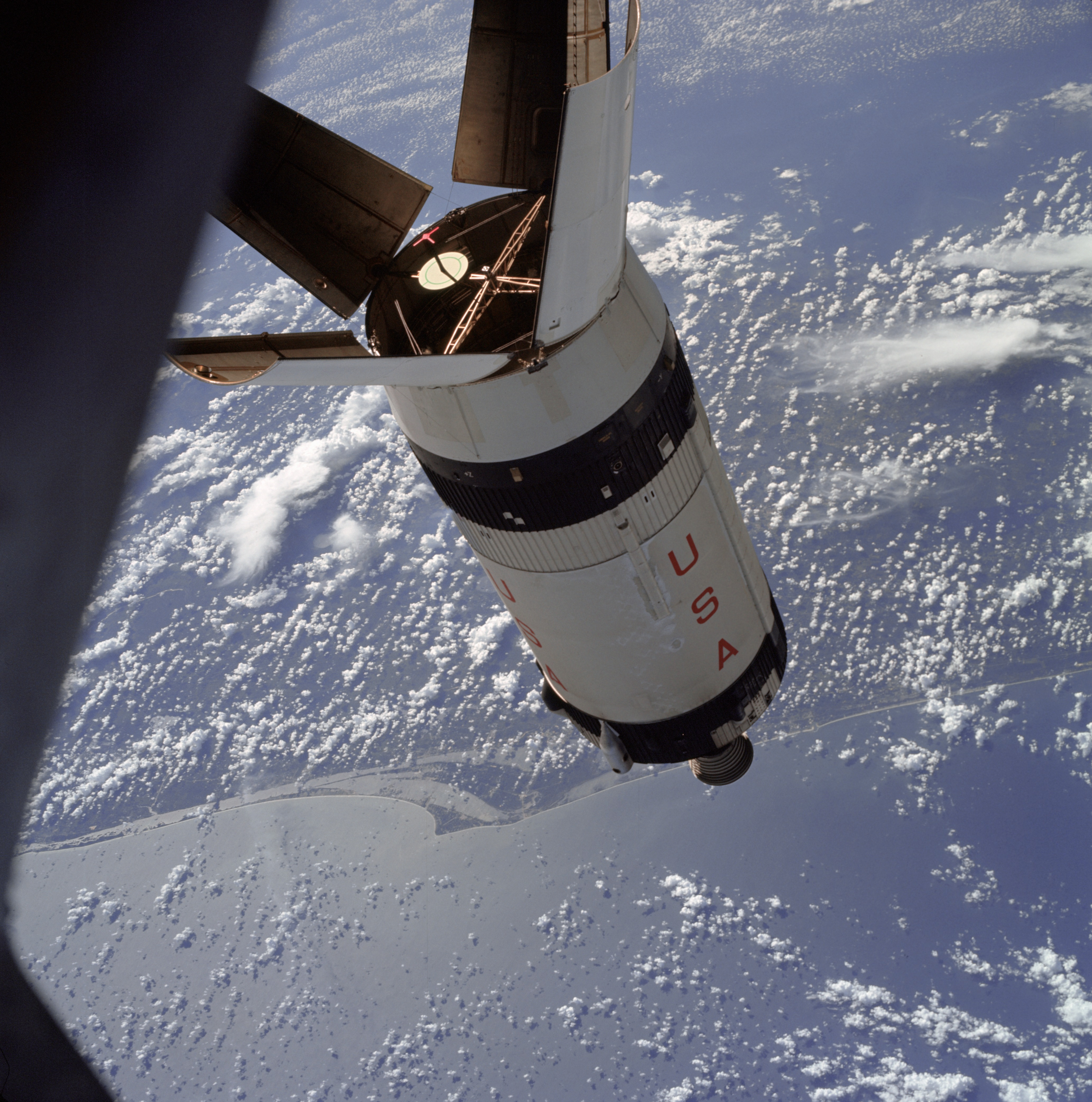
Lo stadio S-IVB del razzo vettore di Apollo 7 in orbita. È visibile il bersaglio utilizzato nelle simulazioni di attracco.

Nelle prime tre ore di volo, gli astronauti eseguirono due operazioni con cui mimarono quanto necessario per le missioni lunari. In primo luogo, simularono l'accensione del motore che sarebbe stata impiegata per la manovra di inserzione translunare e avrebbe immesso la navicella Apollo nella traiettoria di trasferimento verso la Luna, manovrando il modulo ancora agganciato all'S-IVB. Quindi, dopo aver espulso quest'ultimo, Schirra girò il modulo di comando e servizio di 180° e simulò la manovra con cui le future navicelle Apollo in viaggio verso la Luna avrebbero estratto il modulo lunare dal terzo stadio del Saturn V, approcciando un bersaglio di attracco disegnato sull'S-IVB. Dopo aver manovrato il modulo di comando per mantenere la formazione di volo con l'S-IVB per 20 minuti, Schirra pilotò la navicella a 122 km dal razzo, in preparazione per il tentativo di rendezvous in programma per il giorno successivo. Terminate le simulazioni, gli astronauti poterono gustare un pranzo caldo, il primo preparato su un'astronave statunitense.
Schirra aveva portato con sé del caffè istantaneo nonostante l'opposizione dei medici della NASA, i quali sostenevano che questo non aggiungesse nulla dal punto di vista nutrizionale. Cinque ore dopo il lancio, riferì di essersi goduto il suo primo sacchetto di plastica pieno di caffè.
Lo scopo del rendezvous era dimostrare la capacità del CSM di modificare la propria orbita e di sincronizzarsi a quella del modulo lunare, per poterlo recuperare una volta che questo avesse lasciato la superficie lunare o nel caso in cui un tentativo di allunaggio avesse dovuto essere interrotto. Il test era in programma per il secondo giorno. Già alla fine del primo, Schirra riferì di accusare i sintomi del raffreddore e si rifiutò di attivare la telecamera di bordo, nonostante ciò fosse stato richiesto del Controllo missione ed anche Slayton avesse dato parere favorevole, indicando proprio il raffreddore e il programma molto fitto come cause per il diniego.

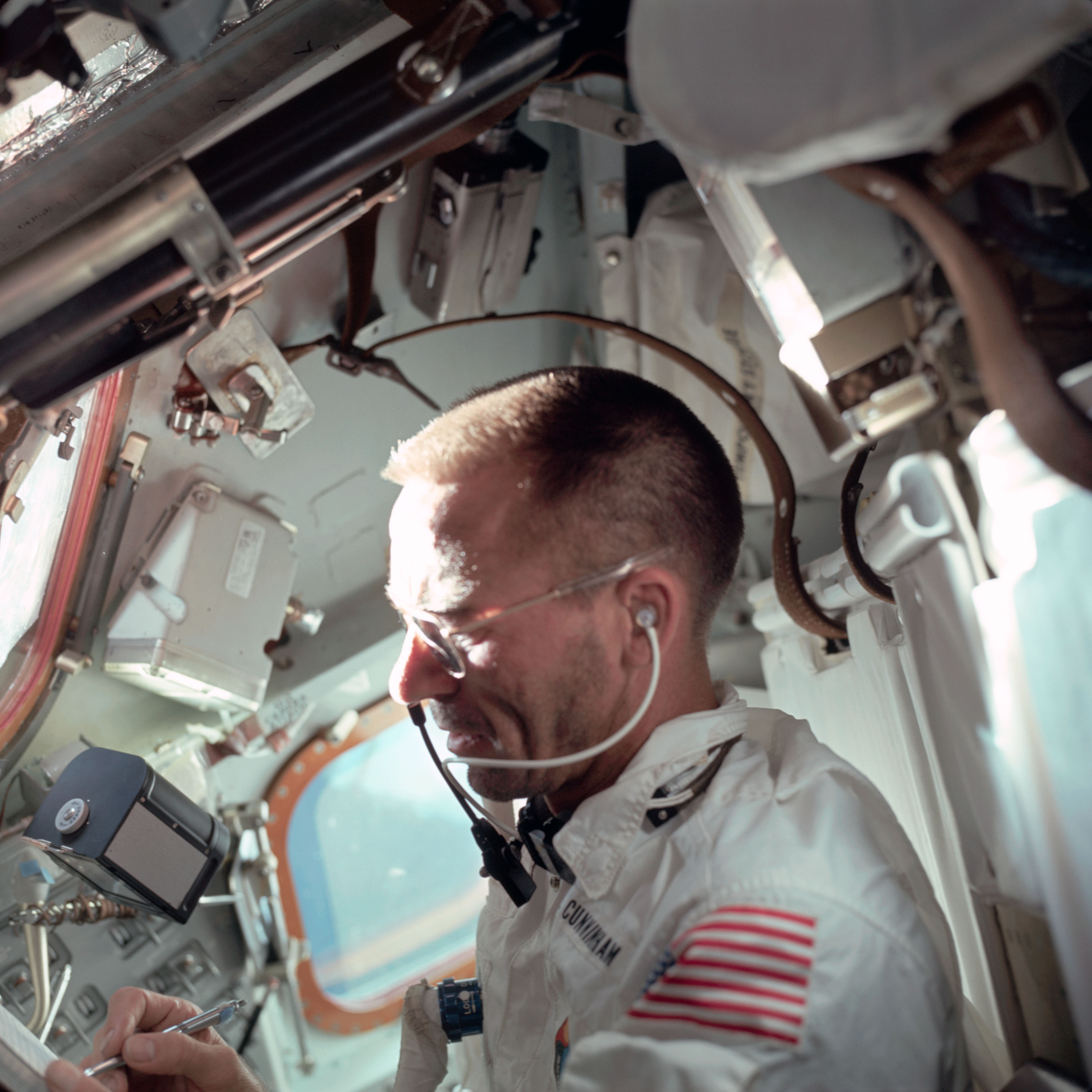
Cunningham al lavoro durante la missione

Diversamente dalle successive missioni lunari, l'Apollo 7 non era stato equipaggiato di un radar ad hoc e questo complicò lo svolgimento del rendezvous. L'SPS, il motore che sarebbe stato utilizzato per immettere le navicelle Apollo in orbita lunare, era stato acceso solo sul banco di prova. Sebbene gli astronauti avessero fiducia nel suo funzionamento, erano anche preoccupati che un'anomalia nell'accensione potesse determinare la conclusione anticipata della missione. I calcoli relativi alla durata delle accensioni venivano generalmente eseguiti da terra, ma la manovra di avvicinamento all'S-IVB richiese che fosse Eisele, utilizzando un telescopio e un sestante, a calcolare direttamente le durate delle accensioni finali, con Schirra che comandava il sistema RCS della navetta. Eisele dichiarò in seguito che la violenta scossa provocata dall'attivazione dell'SPS lo sorprese. La spinta fece gridare a Schirra: «Yabba dabba doo!» in riferimento al cartone animato I Flintstones. Schirra pose la navetta vicino all'S-IVB, che stava ruotando fuori controllo, completando con successo il test.

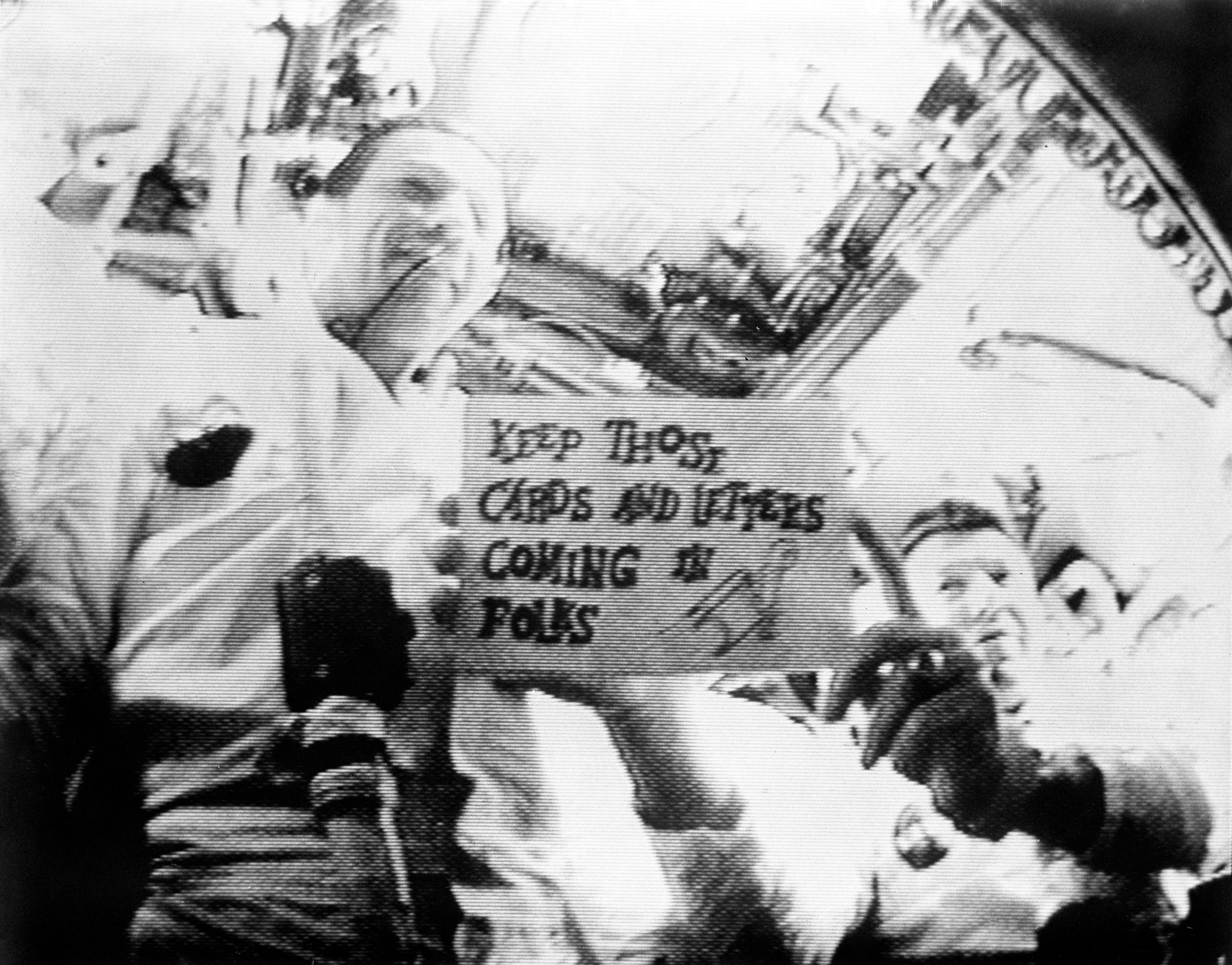
L'equipaggio durante la trasmissione televisiva

La prima trasmissione televisiva dallo spazio si svolse il 14 ottobre con l'inquadratura di un foglio con la scritta «From the Lovely Apollo Room high atop everything» (lett. "Dalla bella stanza dell'Apollo in cima a tutto"), che ricordava gli slogan usati dai leader delle band musicali nelle trasmissioni radiofoniche degli anni 1930. Cunningham si occupò delle riprese, mentre Eisele faceva da presentatore. Durante la trasmissione, durata complessivamente sette minuti, l'equipaggio mostrò l'interno della navicella spaziale e offrì al pubblico una vista degli Stati Uniti meridionali. Prima della chiusura, Schirra espose un altro cartello, «Continuate a far arrivare cartoline e lettere, gente» («Keep those cards and letters coming in, folks»), un altro slogan radiofonico del passato che era stato ripreso di recente da Dean Martin. Questa fu la prima trasmissione televisiva in diretta da un veicolo spaziale statunitense (Gordon Cooper aveva effettuato una registrazione a scansione lenta durante la missione Mercury-Atlas 9 nel 1963, ma le immagini furono talmente scarse di qualità da non venire mai trasmesse mentre navicelle spaziali sovietiche già in precedenti occasioni avevano avuto a bordo delle telecamere). Secondo Jones, «questi astronauti apparentemente amabili hanno consegnato alla NASA un solido apporto nelle pubbliche relazioni». Seguirono trasmissioni televisive a cadenza quotidiana di circa 10 minuti ciascuna, durante le quali l'equipaggio mostrò altre iscrizioni e istruì il pubblico sulle basi del volo spaziale; dopo il ritorno sulla Terra, ricevettero un premio Emmy speciale per le trasmissioni effettuate.

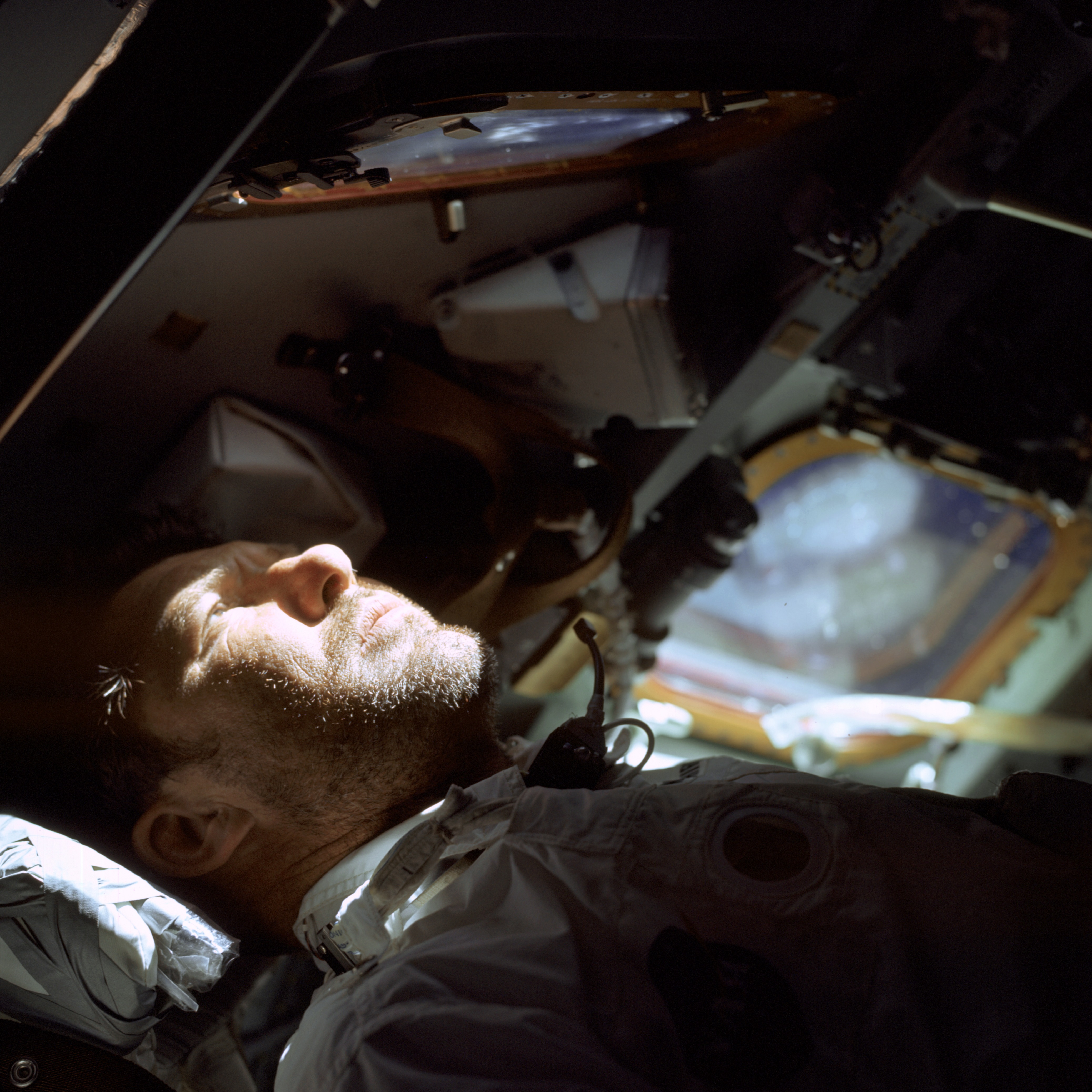
Walter Schirra osserva il rendezvous dal CSM nel 9º giorno della missione

Più tardi, il 14 ottobre, il ricevitore di bordo del velivolo fu in grado di agganciarsi a un trasmettitore a terra, mostrando ancora una volta che il modulo di comando e servizio in orbita lunare avrebbe potuto mantenere il contatto con il modulo lunare in risalita dalla superficie della Luna. Per tutto il resto della missione, l'equipaggio continuò a condurre test sul CSM, mettendo alla prova i sistemi propulsivo, di navigazione, elettrico e di controllo ambientale e termico. Tutto andò bene; secondo gli autori Francis French e Colin Burgess, «La navicella spaziale Apollo riprogettata appariva migliore di quanto chiunque avesse osato sperare». Eisele scoprì, tuttavia, che la navigazione non era facile come previsto; trovava difficile utilizzare l'orizzonte terrestre per avvistare le stelle a causa della sfocatura data dagli strati dell'atmosfera mentre gli scarichi d'acqua rendevano difficile discernere quali tra i punti scintillanti fossero stelle e quali particelle di ghiaccio. Durante la missione, il motore principale SPS era stato acceso per ben otto volte, con durate variabili da un minimo di mezzo secondo fino ad un massimo di dodici minuti. Ovviamente tali manovre determinarono delle variazioni dell'orbita, che rimase però sempre di tipo terrestre; fu raggiunta un'altitudine massima di 452 chilometri. Tutte le operazioni riuscirono perfettamente.
Delle difficoltà derivarono dalla programmazione adottata per i periodi di sonno degli astronauti. Era stato previsto che un membro dell'equipaggio rimanesse sempre sveglio. Questa strategia non funzionò, poiché era difficile per gli astronauti lavorare negli spazi ristretti della navetta Apollo senza disturbare il compagno dormiente. In particolare, Eisele avrebbe dovuto rimanere sveglio mentre gli altri dormivano e riposare in parte del periodo di veglia degli altri. Cunningham in seguito ricordò, tuttavia, di essersi svegliato trovando Eisele addormentato.

### Disaccordi e rientro

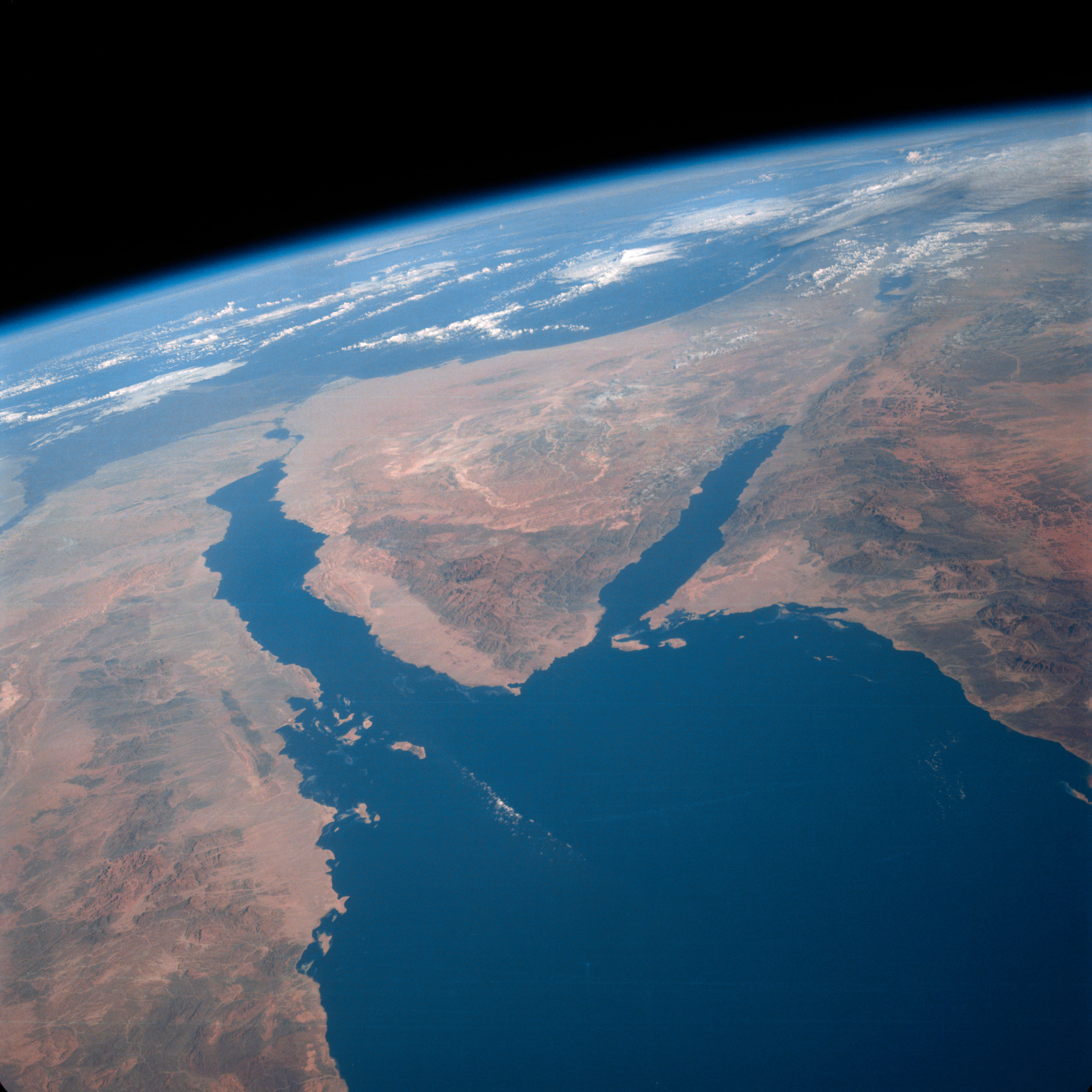
La penisola del Sinai vista dall'Apollo 7

Già a partire dal lancio si erano registrate tensioni tra l'equipaggio e i dirigenti della NASA, con Schirra che commentò con irritazione le pressioni ricevute da parte dei dirigenti affinché il decollo avvenisse anche in violazione delle regole di sicurezza sulle condizioni di vento, affermando che la missione li avesse posti in una condizione disperata in termini di rischio. Anche Jones disse che «la disputa pre-lancio [era stata] il preludio a un tiro alla fune sulle decisioni di comando per il resto della missione». La mancanza di sonno e il raffreddore accusato dal comandante probabilmente contribuirono a esacerbare il conflitto tra gli astronauti e il centro di controllo missione durante tutto il volo.
Anche il test della trasmissione televisiva provocò disaccordi tra l'equipaggio e Houston. Schirra usò queste parole con il centro di controllo: «Avete aggiunto due accensioni al programma di volo e avete aggiunto uno scarico di acqua e urina; e abbiamo un nuovo veicolo quassù, e posso dirvi che, a questo punto, la trasmissione televisiva sarà ritardata senza ulteriori discussioni fino a dopo il rendezvous». Schirra in seguito scrisse: «Ci saremmo opposti a tutto ciò che potesse interferire con gli obiettivi principali della missione. In quel particolare sabato mattina, un programma televisivo costituiva chiaramente un'interferenza». Eisele manifestò il proprio consenso con il collega nelle sue memorie: «Eravamo preoccupati per i preparativi per quella procedura critica e non volevamo distogliere la nostra attenzione con quelle che all'epoca sembravano banalità [...] Evidentemente le persone a terra percepivano la situazione diversamente; c'era un vero pregiudizio per l'equipaggio dell'Apollo 7 dalla testa calda e recalcitrante che non accettava ordini». Sebbene alla fine Slayton abbia ceduto alle richieste di Schirra, l'atteggiamento del comandante sorprese i controllori di volo.

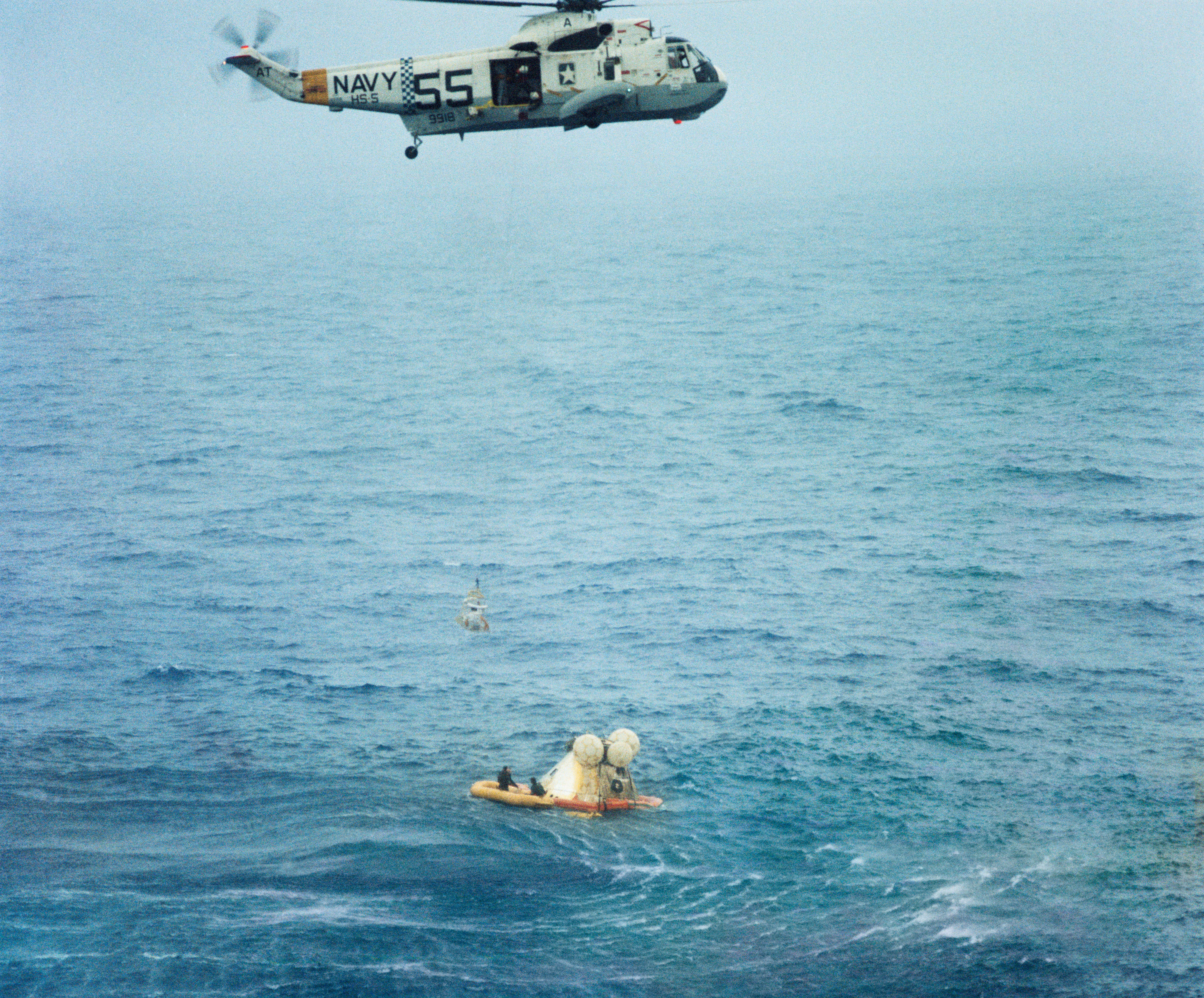
L'equipaggio dell'Apollo 7 viene recuperato poco dopo essere ammarato

L'ottavo giorno di missione, dopo aver eseguito - come richiesto da terra - una procedura che portò al blocco del computer di bordo, Eisele comunicò via radio: «Non abbiamo ottenuto i risultati che stavate cercando. Non abbiamo ottenuto un accidenti, infatti [...] puoi scommetterci il culo... per quanto ci riguarda, qualcuno laggiù ha fatto un casino». Schirra in seguito dichiarò di essere convinto che quella fosse stata l'unica occasione in cui Eisele avesse sconvolto il centro di controllo. Il giorno successivo si registrarono altre occasioni di scontro, con Schirra che rivolto al responsabile delle comunicazioni presso il Controllo Missione, dopo aver dovuto effettuare più accensioni del sistema RCS per mantenere stabile la navicella durante un test, disse: «Vorrei che scoprissi il nome dell'idiota che ha ideato questo test. Lo vorrei scoprire». Eisele si unì: «Mentre ci sei, scopri chi ha inventato il 'test dell'orizzonte P22'; anche questo è una bellezza».

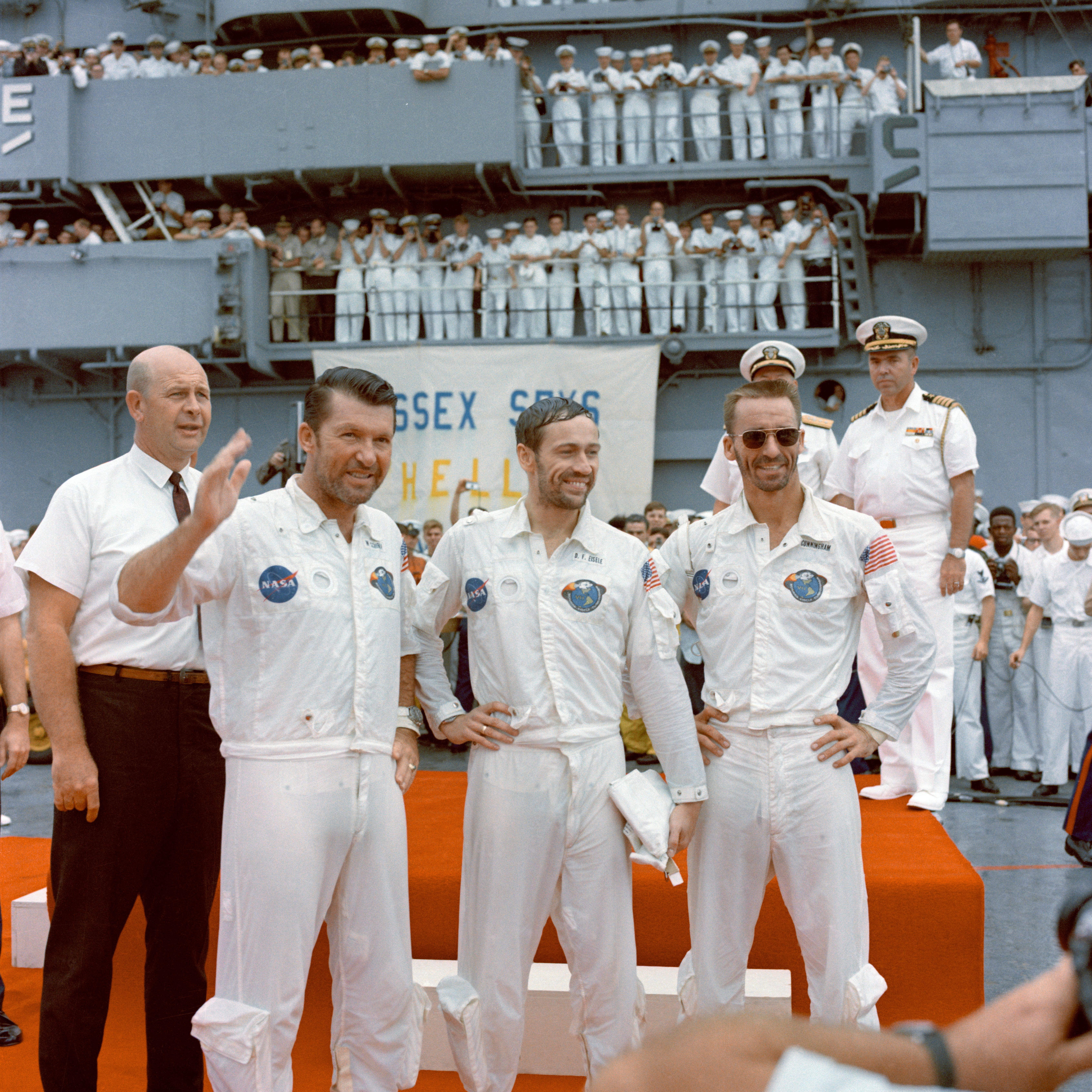
L'equipaggio a bordo della USS Essex alla fine della missione

Un'ulteriore fonte di tensione tra controllo missione ed equipaggio furono i caschi che gli astronauti avrebbero dovuto indossare durante il rientro. Dopo Schirra, anche Eisele e Cunningham avevano contratto il raffreddore e l'assenza di gravità li obbligava a soffiarsi il naso continuamente, perché la secrezione nasale non colava naturalmente verso il basso. E così, con largo anticipo sulla data di rientro della missione, Schirra e gli altri più volte insistettero per eseguire la manovra di rientro senza indossare gli appositi guanti e il casco della tuta spaziale. Temevano anche che lo sbalzo di pressione che avrebbero incontrato durante la discesa avrebbe potuto causare loro lo scoppio dei timpani. La NASA si piegò ad accogliere la richiesta solo dopo una lunga e accurata discussione. Ad esempio, Christopher Kraft, dirigente NASA, pretese una spiegazione dal CAPCOM, Thomas Stafford, per quella che riteneva potesse essere un'insubordinazione di Schirra. Kraft in seguito affermò: «Schirra stava esercitando il diritto del suo comando di avere l'ultima parola, e basta».
Dopo 10 giorni di volo gli astronauti avviarono le procedure di rientro. A tale scopo, accesero i retrorazzi frenanti per 12 secondi. Quattro minuti dopo il modulo di servizio venne staccato dal modulo di comando. Durante la fase di rientro nell'atmosfera terrestre gli astronauti dovettero sopportare una decelerazione fino a 3,3 g. Durante gli ultimi sei minuti la discesa venne frenata da appositi paracadute. Dall'accensione dei retrorazzi fino all'effettivo atterraggio nel mare caraibico era passata mezz'ora; erano le ore 11:11:48 UTC del 22 ottobre 1968. La capsula dell'Apollo ammarò a 370 km dalle Bermuda, capovolta, cioè con la punta sott'acqua. Comunque, poté essere raddrizzata mediante appositi sacchi d'aria che si gonfiarono immediatamente. Gli astronauti vennero recuperati dall'elicottero di soccorso e portati a bordo della portaerei USS Essex. La missione era durata complessivamente 10 giorni, 20 ore, 9 minuti e 3 secondi.

## Valutazione della missione e futuro dell'equipaggio

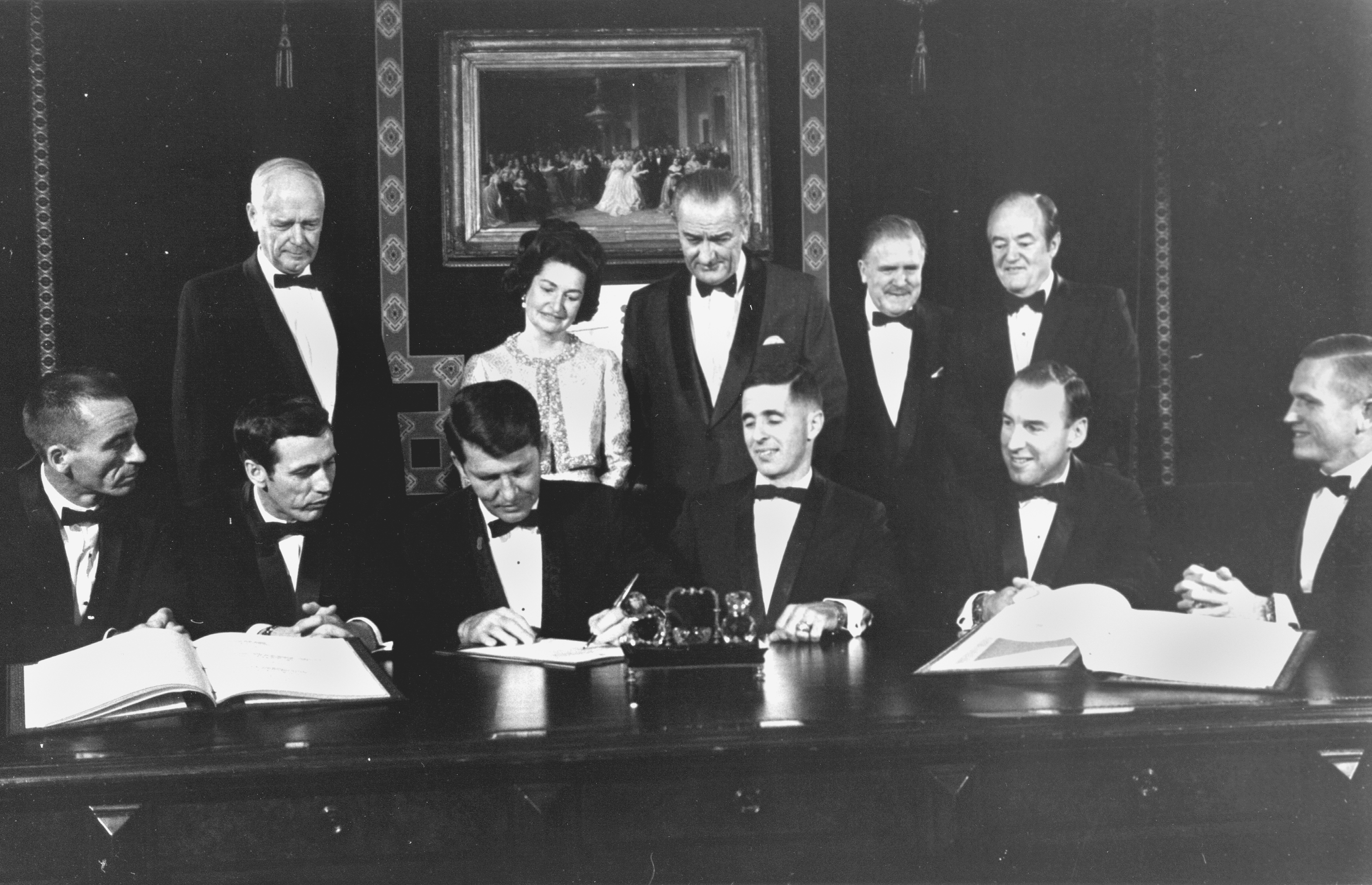
Gli astronauti dell'Apollo 7 e dell'Apollo 8 alla Casa Bianca con il presidente Lyndon Johnson, la first lady, il vicepresidente Hubert Humphrey, il dirigente NASA James E. Webb e Charles Lindbergh

La missione dell'Apollo 7 non fu solamente la dimostrazione dell'idoneità al volo della navicella, ma anche di tutte le procedure collegate, come l'assemblaggio del razzo vettore, i preparativi di lancio e la direzione di volo. Dopo la missione, la NASA assegnò a Schirra, Eisele e Cunningham la NASA Exceptional Service Medal in riconoscimento del loro successo. Le medaglie furono consegnate ai tre astronauti il 2 novembre 1968 dal presidente Lyndon Johnson in una cerimonia a Johnson City, in Texas. Nella stessa occasione, venne insignito della NASA Distinguished Service Medal l'amministratore della NASA James Webb, andato recentemente in pensione, per la sua «eccezionale capacità di comando del programma spaziale americano». Johnson invitò anche l'equipaggio alla Casa Bianca ed essi vi si recarono nel dicembre del 1968.
Nonostante le dispute che avvennero tra l'equipaggio e il personale del centro di controllo, la missione raggiunse con successo i suoi obiettivi relativi alla verifica dell'idoneità al volo del modulo di comando e servizio Apollo, consentendo ad Apollo 8 di decollare alla volta della Luna soltanto due mesi più tardi. John McQuiston scrisse sul New York Times dopo la morte di Eisele nel 1987 che il successo dell'Apollo 7 portò una rinnovata fiducia al programma spaziale della NASA. Secondo quanto dichiarato dall'ex astronauta e collaboratore del Air & Space Magazine Thomas Jones, «Tre settimane dopo il ritorno dell'equipaggio dell'Apollo 7, l'amministratore della NASA Thomas Paine dette il via libera affinché l'Apollo 8 fosse lanciato alla fine del dicembre seguente e raggiungesse l'orbita della Luna. Un altro equipaggio, nove mesi dopo, avrebbe potuto raggiungere il Mare della Tranquillità».

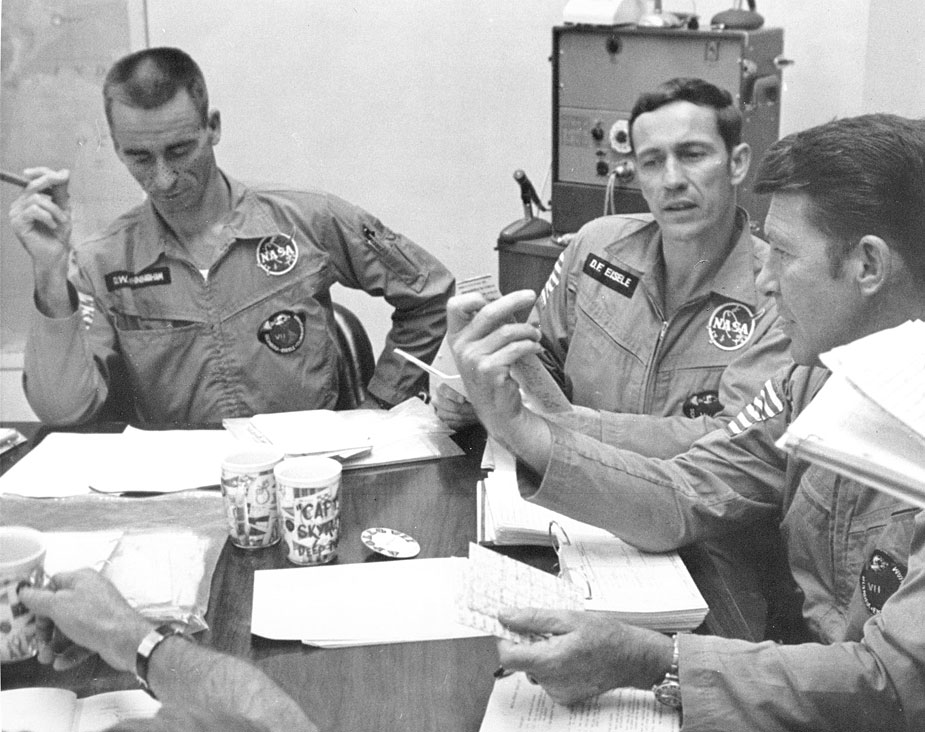
L'equipaggio dell'Apollo 7 impegnato in una sessione di debriefing, 23 ottobre 1968

Il generale Sam Phillips, il responsabile del programma Apollo, disse all'epoca: «Apollo 7 entra nel mio libro come una missione perfetta. Abbiamo raggiunto il 101 per cento dei nostri obiettivi». Kraft disse: «Schirra e il suo equipaggio hanno fatto tutto, o almeno tutto ciò che contava [...] hanno dimostrato con soddisfazione di tutti che il motore SPS era uno dei più affidabili che avessimo mai inviato nello spazio. Hanno gestito il modulo di comando e di servizio con vera professionalità». Eisele scrisse: «Eravamo insolenti, prepotenti e machiavellici a volte. Chiamala paranoia, chiamala intelligenza: ma ha portato a termine il lavoro. Abbiamo fatto un ottimo volo». Kranz ha dichiarato nel 1998, «ci guardiamo tutti indietro ora con una prospettiva più ampia. Schirra non era davvero così male come sembrava in quel momento [...] In conclusione, anche con un comandante scontroso, abbiamo lavorato come una squadra».
Nessuno dei membri dell'equipaggio dell'Apollo 7 volò nuovamente nello spazio. Secondo Jim Lovell, «L'Apollo 7 è stato un volo di grande successo, hanno fatto un ottimo lavoro, ma è stato un volo molto controverso. Hanno tutti sgridato le persone a terra in modo considerevole e penso che questo abbia messo fine ai loro voli futuri». Schirra aveva annunciato, prima del volo, il suo ritiro dalla NASA e dalla Marina, a partire dal 1º luglio 1969. Tuttavia, anche la carriera degli altri due membri dell'equipaggio subì dei rallentamenti dopo l'Apollo 7; secondo alcuni, Kraft disse a Slayton che non era disposto a lavorare in futuro con nessun membro dell'equipaggio. Cunningham, cui furono riferite le parole di Kraft, lo affrontò all'inizio del 1969; Kraft negò di aver mai detto nulla del genere, «ma la sua reazione non apparve neppure di indignata innocenza». È possibile pure che la carriera di Eisele sia stata danneggiata dal fallimento del primo matrimonio (fu il primo astronauta in attività a divorziare), cui ne seguì rapidamente un secondo. Inoltre, la sua prestazione come comandante di riserva per l'Apollo 10 non fu giudicata all'altezza. Eisele si dimise dall'Ufficio astronauti nel 1970, anche se rimase con la NASA al Langley Research Center in Virginia fino al 1972, quando poté andare in pensione. Cunningham fu nominato capo dello Skylab. Riferì che gli era offerto in modo informale il comando del primo equipaggio dello Skylab, ma quando questo andò invece al comandante dell'Apollo 12 Pete Conrad e a lui venne offerta la posizione di comandante di riserva, si dimise da astronauta nel 1971.

## Cimeli

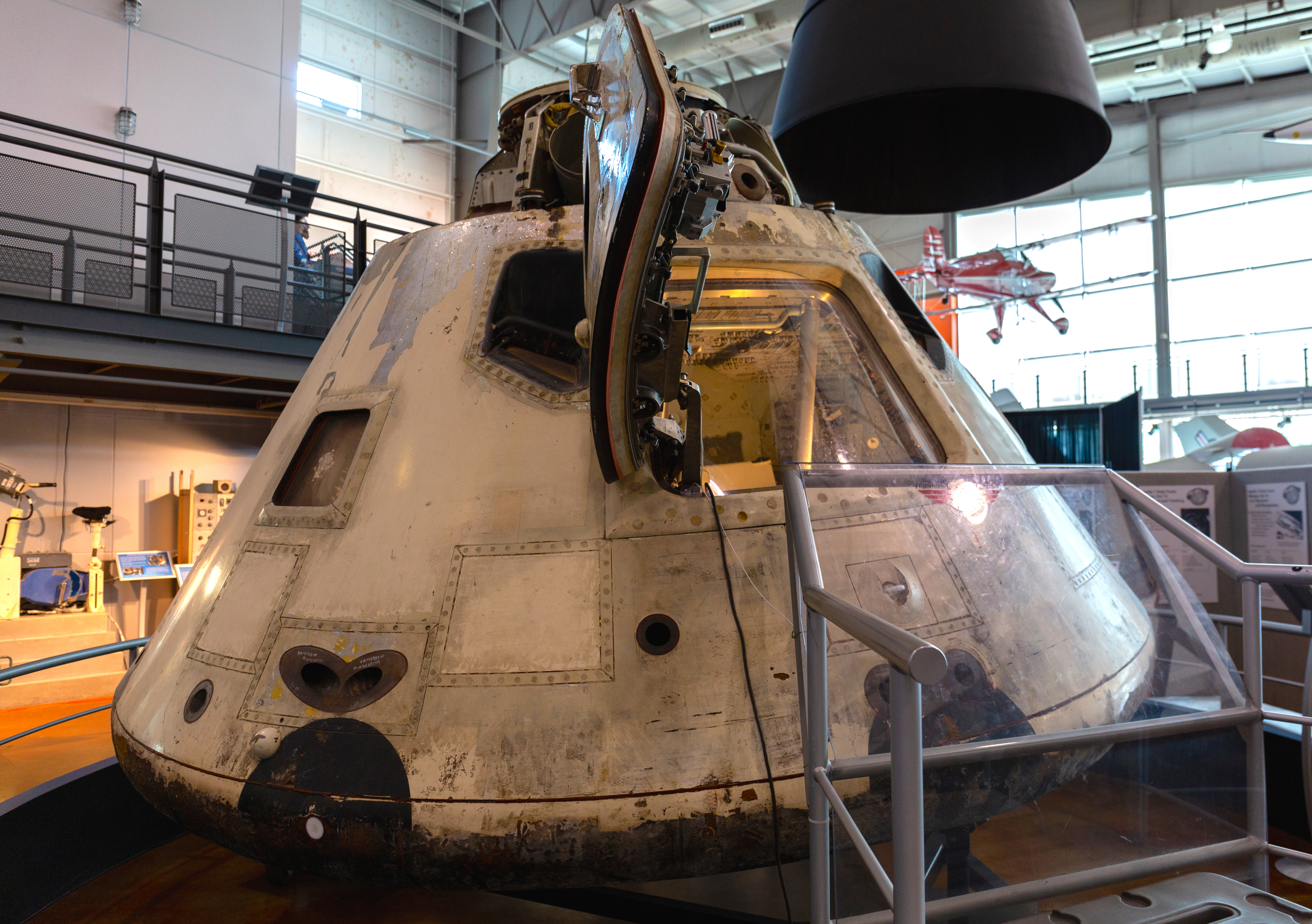
Il modulo di comando dell'Apollo 7 in esposizione al Frontiers of Flight Museum a Dallas

Nel gennaio 1969, il modulo di comando dell'Apollo 7 fu esposto su un carro della NASA alla cerimonia di inaugurazione della presidenza di Richard Nixon a cui parteciparono anche gli astronauti dell'Apollo 7. Dopo essere stato trasferito alla Smithsonian Institution nel 1970, il modulo venne prestato al Canada Science and Technology Museum di Ottawa in Ontario che l'ha tenuto fino al 2004 quando lo ha restituito agli Stati Uniti. Attualmente, il modulo di comando dell'Apollo 7 è esposto al Frontiers of Flight Museum del Dallas Love Field a Dallas, in Texas.

## Nella cultura di massa

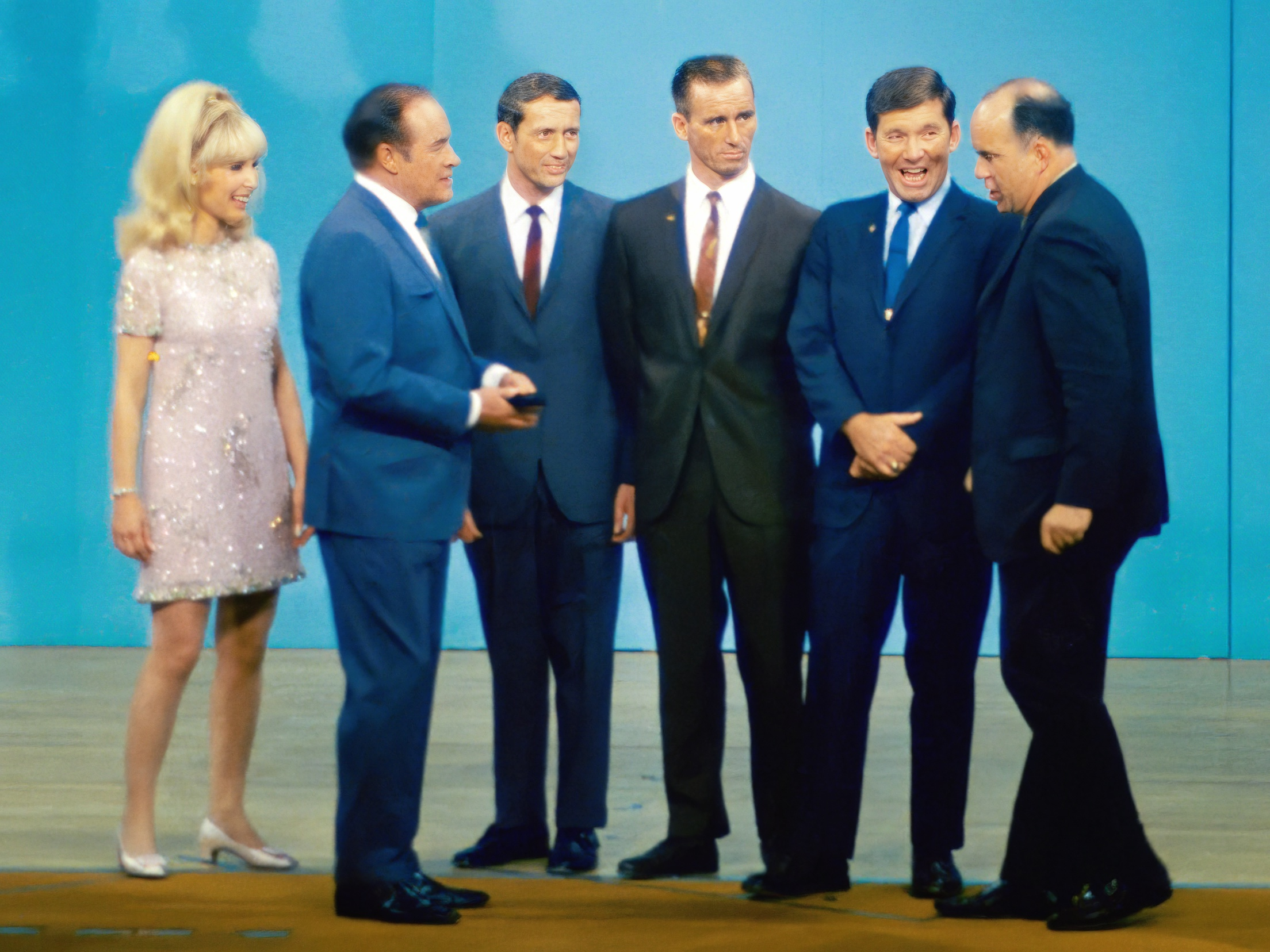
Barbara Eden e Bob Hope con gli astronauti dell'Apollo 7

Il 6 novembre 1968, il comico Bob Hope trasmise uno dei suoi speciali televisivi di varietà dal Manned Spacecraft Center della NASA a Houston per onorare l'equipaggio dell'Apollo 7. Barbara Eden, protagonista della popolare serie comica I Dream of Jeannie, che comprendeva astronauti immaginari tra i suoi personaggi regolari, è apparsa con Schirra, Eisele e Cunningham.
Schirra sfruttò il raffreddore contratto durante la missione per un contratto pubblicitario televisivo come portavoce di Actifed, una versione "da banco" del medicinale che aveva preso nello spazio.
La missione Apollo 7 fu trasposta nell'episodio intitolato Abbiamo lasciato la rampa di lancio della miniserie del 1998 Dalla Terra alla Luna, con Mark Harmon nei panni di Schirra, John Mese in quelli di Eisele, Fredric Lehne in quelli di Cunningham e Nick Searcy nella parte di Slayton.
Nel tratteggiare la storia della missione su History per il cinquantenario dell'allunaggio dell'Apollo 11, fu scelta una descrizione per l'Apollo 7 alquanto provocatoria: The Apollo Mission That Nearly Ended With a Mutiny in Space (lett. "La missione Apollo che quasi terminò con un ammutinamento nello spazio"), a sottolineare quanto l'impatto delle tensioni che si verificarono tra equipaggio e controllo missione fosse ancora vivo mezzo secolo dopo la conclusione della missione.